# Liste von Persönlichkeiten der Stadt Edinburgh
Die folgende Liste enthält in Edinburgh geborene sowie zeitweise lebende Persönlichkeiten, chronologisch aufgelistet nach dem Geburtsjahr. Die Liste erhebt keinen Anspruch auf Vollständigkeit.

## In Edinburgh geborene Persönlichkeiten

### Bis 1750

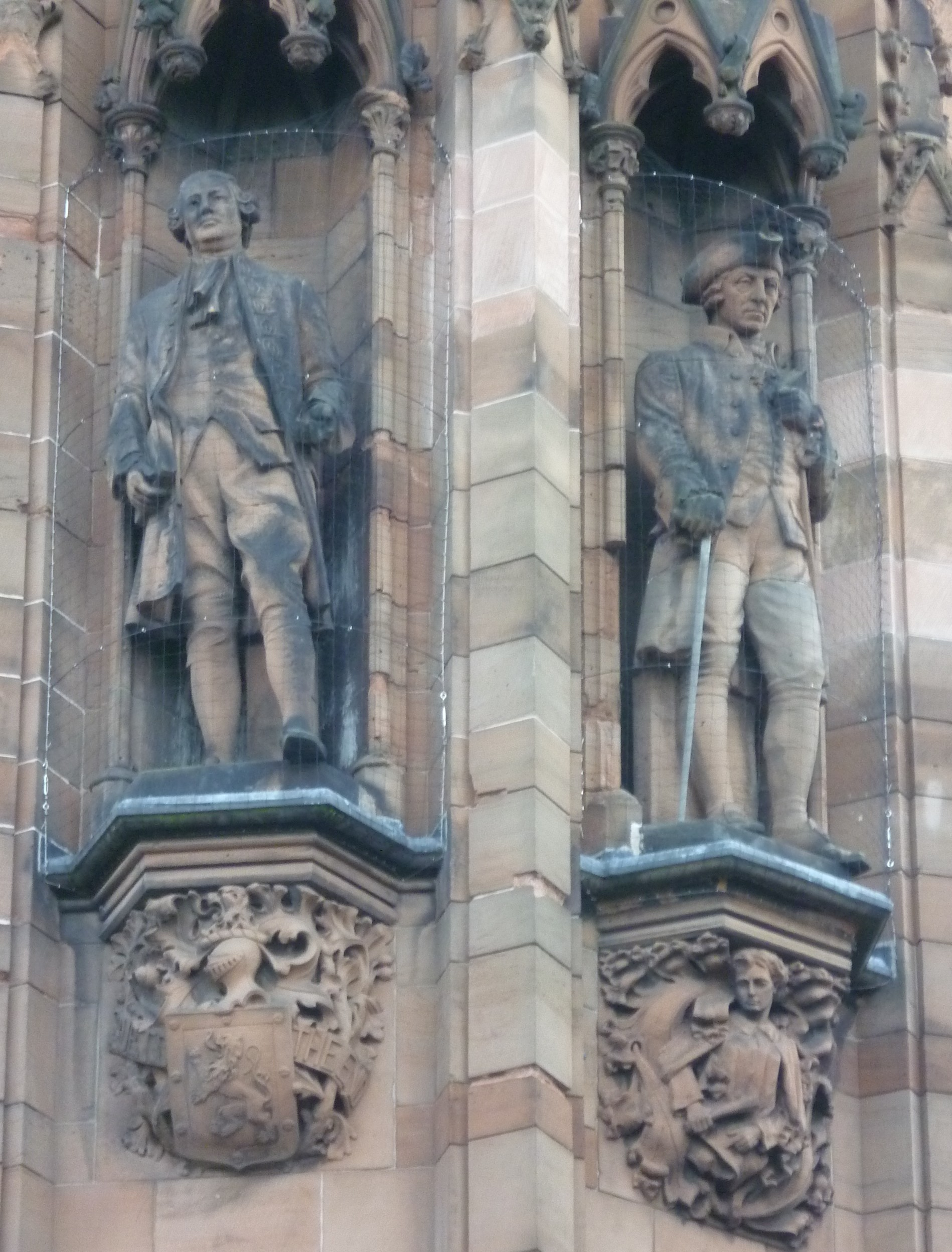
David Hume und Adam Smith an der Scottish National Portrait Gallery

- Notburga von Bühl (796–840), der Legende nach eine schottische Königstochter, Patronin des Klettgaus
- Alexander Alesius (1500–1565), Theologe und Reformator
- François Quesnel (1543–1619), Maler und Designer
- John Bothwell, 1. Lord Holyroodhouse (1550–1609), Senator of the College of Justice und Abt von Holyrood Abbey
- Jakob I. (1566–1625), König von England und Schottland
- Johannes Duraeus (1595/96–1680), Theologe
- Johannes Schöner der Jüngere (1597–1656), Mediziner
- John Law (1671–1729), Nationalökonom und Bankier
- Thomas Aikenhead (1676–1697), Medizinstudent
- Marianus Brockie (1687–1755), katholischer Theologe, Philosoph und Benediktiner
- William Ged (1690–1749), Erfinder
- James Short (1710–1768), Mathematiker, Optiker und Teleskopbauer
- David Hume (1711–1776), Philosoph, Ökonom und Historiker
- James Steuart-Denham, 7. Baronet (1712–1780), Ökonom und Vertreter des Merkantilismus
- Allan Ramsay (1713–1784), Maler
- Robert Whytt (1714–1766), Arzt
- James Lind (1716–1794), Hygieneforscher
- James Hutton (1726–1797), Naturforscher und Geologe
- Alexander Cumming (1731/33–1797), Uhrmacher, Mathematiker und Mechaniker
- William Falconer (1732–1769), Dichter
- Robert Mylne (1734–1811), Architekt und Bauingenieur
- James Keir (1735–1820), Doktor der Medizin und Chemiker
- John Hunter (1737–1821), Australienpionier und Gouverneur von New South Wales
- Charles Gascoigne (1738–1806), britisch-russischer Industrieller und Metallurg
- James Anderson of Hermiston (1739–1808), agrarökonomischer Schriftsteller
- James Craig (1739–1795), Baumeister und Architekt
- James Boswell (1740–1795), Schriftsteller und Rechtsanwalt
- William Smellie (1740–1795), Enzyklopädist und Naturforscher
- John Parish (1742–1829), Kaufmann
- William Cumberland Cruikshank (1745–1800), Chemiker und Anatom
- James Graham (1745–1794), Arzt
- Henry Mackenzie (1745–1831), Schriftsteller
- Sydney C. Parkinson (1745–1771), Zeichner
- Daniel Rutherford (1749–1819), Chemiker und Botaniker
- Thomas Erskine, 1. Baron Erskine (1750–1823), Politiker

### 1751 bis 1800

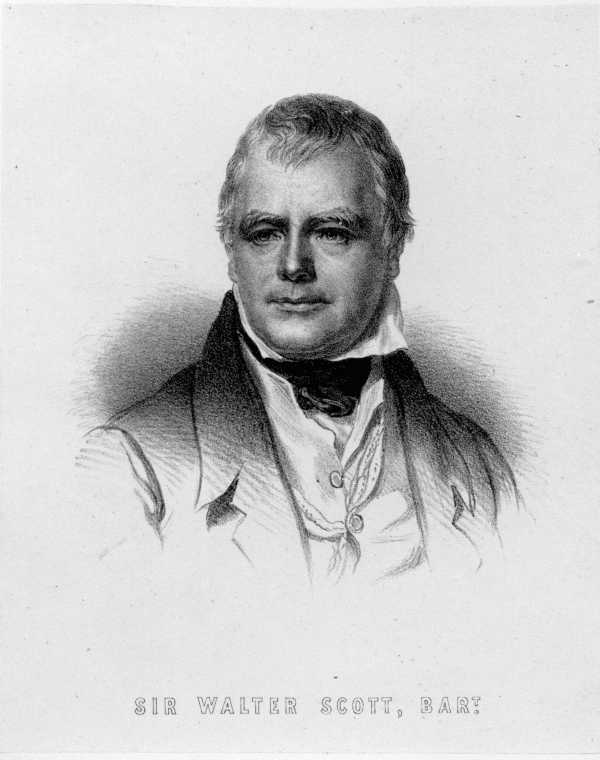
Walter Scott
(1771–1832)

- Gilbert Elliot-Murray-Kynynmound, 1. Earl of Minto (1751–1814), Politiker und Diplomat
- Elizabeth Hamilton, Countess of Derby (1753–1797), Adlige
- Dugald Stewart (1753–1828), Philosoph
- Grace Elliott (1754–1823), Kurtisane
- Henry Raeburn (1756–1823), Porträtmaler
- Alexander Nasmyth (1758–1840), Porträt- und Landschaftsmaler
- Isaac Cruikshank (1764–1811), Aquarellmaler und Karikaturist
- James Mortlock (1760–?), Seeoffizier
- Anne Bannerman (1765–1829), Lyrikerin der Romantik
- Elizabeth Leveson-Gower, Duchess of Sutherland (1765–1839), schottisch-britische Adlige und Großgrundbesitzerin
- Thomas Charles Hope (1766–1844), Arzt und Chemiker
- Alexander Gibsone (1770–1836), Großkaufmann in Danzig
- John Dalrymple, 8. Earl of Stair (1771–1853), Politiker und Offizier
- Robert Dundas, 2. Viscount Melville (1771–1851), Staatsmann
- Walter Scott (1771–1832), Schriftsteller
- Andrew Duncan (1773–1832), Arzt
- Alexander Monro III. (1773–1859), Anatom
- Charles Bell (1774–1842), Anatom und Physiologe
- Robert Jameson (1774–1854), Naturhistoriker, Mineraloge und Geologe
- Patrick Syme (1774–1845), Pflanzenmaler
- George Schetky (1776–1831), US-amerikanischer Komponist, Cellist und Musikverleger
- Thomas Allan (1777–1833), Mineraloge, Bankier und Zeitungsherausgeber
- Henry Brougham, 1. Baron Brougham and Vaux (1778–1868), Schriftsteller, Anwalt, Wissenschaftler und Politiker
- William Allan (1782–1850), Zeichner und Maler
- Adam Black (1784–1874), Buchhändler und Verleger
- William Cargill (1784–1860), Captain in der britischen Armee und Kolonialist in Otago
- George Hamilton-Gordon, 4. Earl of Aberdeen (1784–1860), Staatsmann
- Walter Lowrie (1784–1868), Politiker
- Leonard Horner (1785–1864), Geologe, Sozial- und Erziehungsreformer
- Gregor MacGregor (1786–1845), Heerführer in den südamerikanischen Befreiungskriegen
- Patrick Nasmyth (1787–1831), Maler
- Basil Hall (1788–1844), Seemann, Forschungsreisender und Wissenschaftler
- William Home Lizars (1788–1859), Maler und Kupferstecher
- William Burn (1789–1870), Architekt
- Thomas Campbell (1790–1858), Bildhauer des Klassizismus
- Robert Knox (1791–1862), Arzt, Naturwissenschaftler und Reisender
- James S. Stewart (1791–1863), Maler und Radierer
- Robert Edmond Grant (1793–1874), Zoologe und Anatom
- Alexander Gordon Laing (1793–1826), Afrikaforscher
- Adam Hay, 7. Baronet (1795–1867), Adliger, Bankier und Politiker
- William Miller (1796–1882), Kupferstecher
- David Roberts (1796–1864), Maler
- Thomas Drummond (1797–1840), Offizier, Ingenieur, und Staatsbediensteter
- Elizabeth Grant of Rothiemurchus (1797–1885), Tagebuchautorin
- George Arnott Walker Arnott (1799–1868), Botaniker
- William Jardine, 7. Baronet of Applegarth (1800–1874), Ornithologe

### 19. Jahrhundert

#### 1801 bis 1825

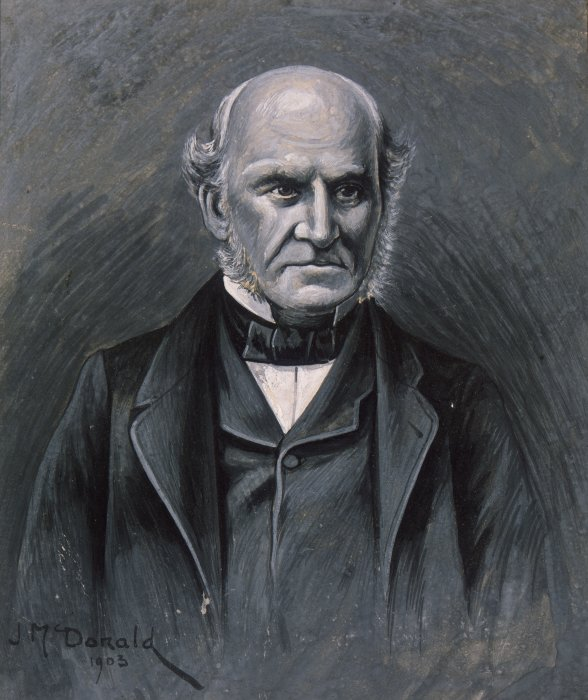
James Busby
(1802–1871)

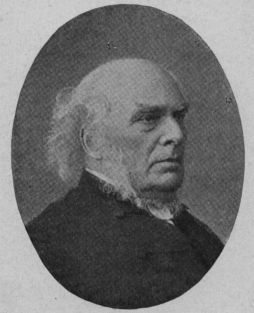
Horatius Bonar
(1808–1889)

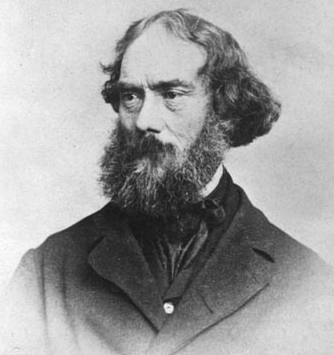
William Mactavish
(1815–1870)

- James Busby (1802–1871), Weinanbauexperte, Autor und Politiker
- Robert Scott Lauder (1803–1869), Künstler
- Alan Stevenson (1807–1865), Ingenieur
- John Hutton Balfour (1808–1884), Arzt und Botaniker
- Horatius Bonar (1808–1889), Geistlicher und Dichter
- James Nasmyth (1808–1890), Ingenieur und Erfinder des Dampfhammers
- Thomas Baldwin Peddie (1808–1889), US-amerikanischer Politiker
- James David Forbes (1809–1868), Physiker
- Adam Clark (1811–1866), Brückenbauingenieur
- Archibald Campbell Tait (1811–1882), anglikanischer Erzbischof von Canterbury
- Samuel Laing (1812–1897), Politiker, Eisenbahnadministrator und Sachbuchautor
- Andrew Murray (1812–1878), Botaniker, Zoologe und Biogeograph
- William Edmonstoune Aytoun (1813–1865), Schriftsteller und Dichter
- Adam Wilson (1814–1891), Richter und Politiker
- William Mactavish (1815–1870), Pelzhändler sowie Gouverneur der Territorien Ruperts Land und Assiniboia
- David Stevenson (1815–1886), Ingenieur und Leuchtturm-Konstrukteur
- John Horrocks (1816–1881), Begründer und Innovator der modernen Fliegenfischerei
- Frederick Innes (1816–1882), australischer Journalist und Politiker
- Thomas Davidson (1817–1885), Paläontologe
- Alexander Forbes (1817–1875), Bischof
- David Christie (1818–1880), kanadischer Politiker
- Alexander Melville Bell (1819–1905), Forscher und Autor
- Edward Stafford (1819–1901), Politiker und 3. Premierminister Neuseelands
- Adam Hamilton (1820–1907), Organist, Dirigent, Bratschist und Komponist
- William John Macquorn Rankine (1820–1872), Physiker und Ingenieur
- Henry Dunning Macleod (1821–1902), Nationalökonom
- Angus Morrison (1822–1882), Richter und Politiker
- Jemima Blackburn (1823–1909), Malerin
- Alexander Stuart (1824–1886), australischer Politiker
- Robert Michael Ballantyne (1825–1894), Schriftsteller und Aquarellmaler
- William McGonagall (1825–1902), Exzentriker und Dichter

#### 1826 bis 1850

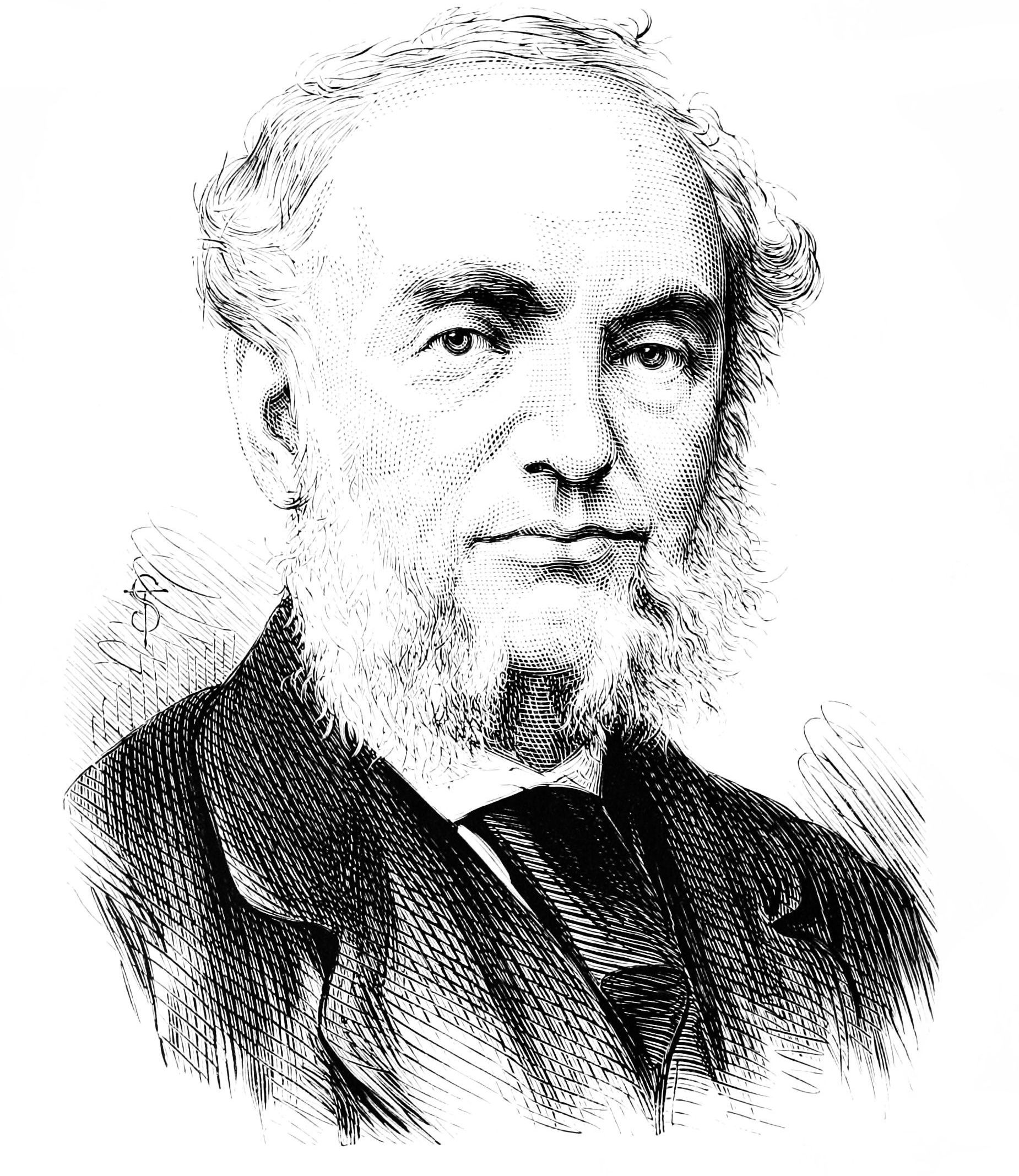
Balfour Stewart
(1828–1887)

James Stewart
(1831–1905)

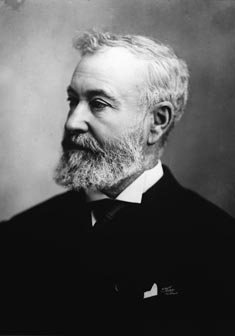
David Boyle, 7. Earl of Glasgow
(1833–1915)

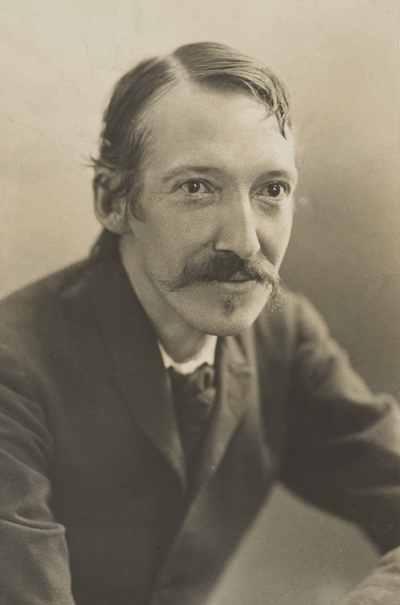
Robert Louis Stevenson
(1850–1894)

- Archibald Alison, 2. Baronet (1826–1907), General
- William Dalrymple Maclagan (1826–1910), Erzbischof von York
- Georgiana Archer (1827–1882), Lehrerin, Bildungspolitikerin und Reformerin
- James Gairdner (1828–1912), Neuzeithistoriker
- Balfour Stewart (1828–1887), Physiker
- James Balfour (1831–1869), schottisch-neuseeländischer Ingenieur
- James Clerk Maxwell (1831–1879), Physiker
- Richard Norman Shaw (1831–1912), Architekt
- James Stewart (1831–1905), Missionar und Professor
- Charles Aitchison (1832–1896), britischer Kolonialbeamter in Indien
- Thomas Anderson (1832–1870), Botaniker
- James Fergusson, 6. Baronet (1832–1907), Gouverneur der britischen Kolonien South Australia, Neuseeland und Bombay
- George Anderson Lawson (1832–1904), Bildhauer
- William Quiller Orchardson (1832–1910), Maler
- John Anderson (1833–1900), Zoologe
- David Boyle, 7. Earl of Glasgow (1833–1915), Captain in der Royal Navy und Gouverneur von Neuseeland
- James Hector (1834–1907), schottisch-neuseeländischer Mediziner, Geologe, Forscher und Hochschullehrer
- Agnes Syme (1834–1893), Botanikerin
- Archibald Geikie (1835–1924), Geologe
- Edmund D. Montgomery (1835–1911), Philosoph, Wissenschaftler und Arzt
- John Young (1835–1902), Arzt und Paläontologe
- Peter Graham (1836–1921), Landschaftsmaler
- David Monro (1836–1905), Altphilologe
- Euphrosyne Parepa-Rosa (1836–1874), Opernsängerin
- Isabella Tod (1836–1896), Frauenrechtlerin
- John MacWhirter (1837–1911), Landschaftsmaler
- Agnes McLaren (1837–1913), Ärztin
- Thomas Grainger Stewart (1837–1900), Pathologe
- John Thomson (1837–1921), Pionier der Photographie
- Alexander Crum Brown (1838–1922), Chemiker
- James Geikie (1839–1915), Geologe
- John Pettie (1839–1893), Maler und Illustrator des viktorianischen Zeitalters
- Agnes Addison (1842–1903), Textilkauffrau und Geschäftsinhaberin
- Robert Finlay, 1. Viscount Finlay (1842–1929), Arzt und Jurist
- Alexander Keith Johnston (1844–1879), Kartograph und Forschungsreisender
- Robert Lawson Tait (1845–1899), Chirurg und Gynäkologe
- Joseph Farquharson (1846–1935), Landschaftsmaler
- James Balfour Paul (1846–1931), Jurist, Heraldiker und Historiker
- Alexander Graham Bell (1847–1922), Sprechtherapeut, Erfinder und Großunternehmer
- John Alexander Dowie (1847–1907), Kongregationalist
- John Hamilton-Gordon, 1. Marquess of Aberdeen and Temair (1847–1934), Generalgouverneur von Kanada
- Alexander Mackenzie (1847–1935), Komponist und Dirigent
- Randall Thomas Davidson (1848–1930), anglikanischer Kirchenmann
- Bertha Drechsler Adamson (1848–1924), Geigerin, Dirigentin und Musikpädagogin
- Alexander Duff, 1. Duke of Fife (1849–1912), Adeliger
- Mary Lyschinska (1849–1937), Kindergarten- und Fröbelpädagogin
- Frederick Emil Eberhard Schenck (1849–1908), Bildhauer und Designer deutscher Herkunft
- Emmy Drechsler Hamilton (1850–nach 1890), englische Geigerin und Musikpädagogin
- Peter Redford Scott Lang (1850–1926), Mathematiker, Hochschullehrer
- Robert Louis Stevenson (1850–1894), Schriftsteller

#### 1851 bis 1875

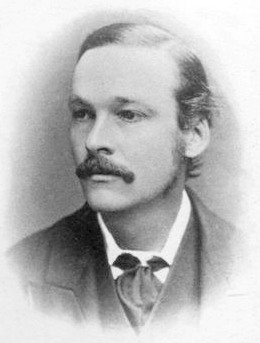
Francis Maitland Balfour
(1851–1882)

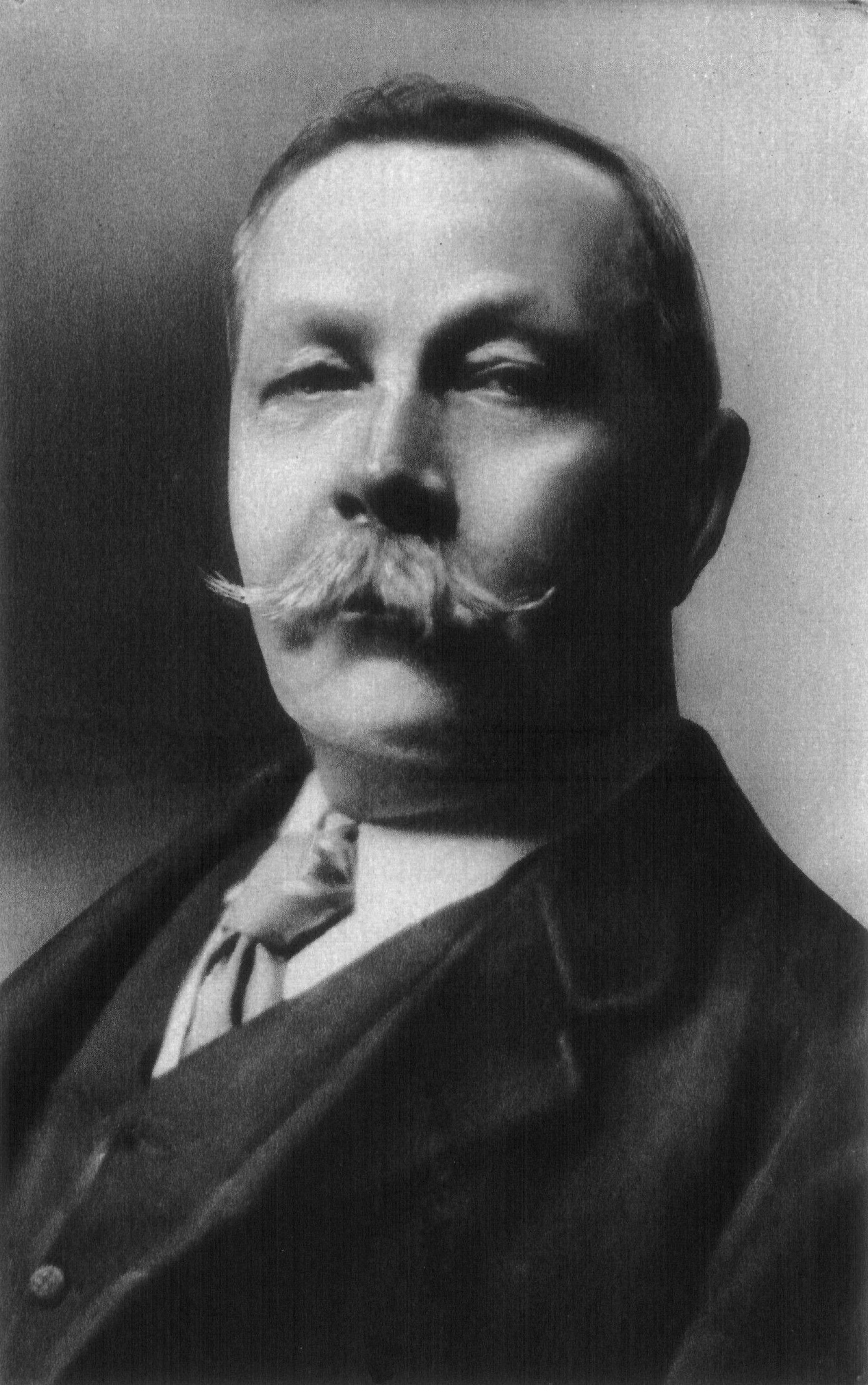
Arthur Conan Doyle
(1859–1930)

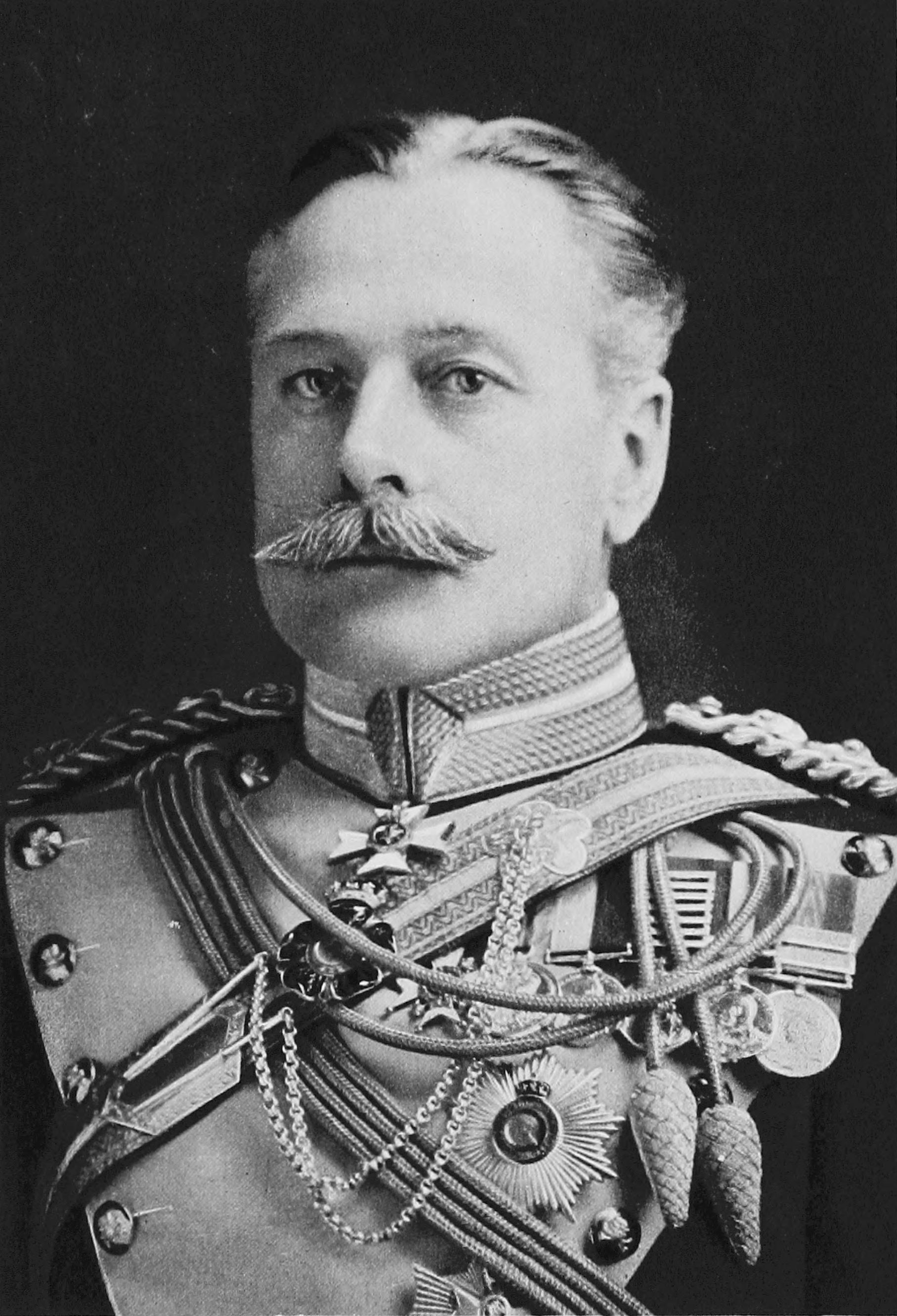
Douglas Haig, 1. Earl Haig
(1861–1928)

- Francis Maitland Balfour (1851–1882), Zoologe
- David Berry Hart (1851–1920), Chirurg und Hochschullehrer, Gynäkologe und Geburtshelfer
- Frances Stephens (1851–1915), Philanthropin
- Algernon Keith-Falconer, 9. Earl of Kintore (1852–1930), Politiker; Gouverneur von South Australia
- James Thomson (1852–1927), Ingenieur und Architekt
- Isaac Bayley Balfour (1853–1922), Botaniker
- Leander Jameson (1853–1917), Politiker
- David Alan Stevenson (1854–1938), Ingenieur
- John Gibson (1855–1914), Chemiker
- W. W. J. Nicol (1855–1929), Chemiker und Fotograf
- Charles Alexander Stevenson (1855–1950), Ingenieur
- George Baillie-Hamilton, Lord Binning (1856–1917), schottisch-britischer Adliger und Offizier
- Richard Haldane, 1. Viscount Haldane (1856–1928), Politiker, Rechtsanwalt und Philosoph
- Ion Keith-Falconer (1856–1887), Gelehrter, Missionar und Radrennfahrer
- William Anderson (1859–1923), Cricketspieler
- Arthur Conan Doyle (1859–1930), Arzt und Schriftsteller
- Kenneth Grahame (1859–1932), Schriftsteller
- John Scott Haldane (1860–1936), Physiologe
- John Sinclair, 1. Baron Pentland (1860–1925), Politiker und Kolonialadministrator in Britisch-Indien
- D’Arcy Wentworth Thompson (1860–1948), Mathematiker und Biologe
- Douglas Haig, 1. Earl Haig (1861–1928), Feldmarschall
- Robert Innes (1861–1933), Astronom
- Elizabeth Haldane (1862–1937), Autorin, Sozialarbeiterin und Frauenrechtlerin
- Nick Ross (1863–1894), Fußballspieler
- Alan Archibald Campbell Swinton (1863–1930), Elektroingenieur
- James Adams (1864–1943), Fußballspieler und -schiedsrichter
- William Skeoch Cumming (1864–1929), Aquarellist, Kriegsfotograf und Teppich-Designer
- Robert Lorimer (1864–1929), Architekt und Möbeldesigner
- Alexander MacMillan (1864–1961), presbyterianischer Pfarrer und Hymnologe
- Hector Munro Macdonald (1865–1935), Mathematiker und Physiker
- Charles Usher (1865–1942), Ophthalmologe
- Jane Findlater (1866–1946), Schriftstellerin
- Jimmy Ross (1866–1902), Fußballspieler
- Harold Mahony (1867–1905), Tennisspieler
- Spottiswoode Aitken (1868–1933), Schauspieler
- James Connolly (1868–1916), Gewerkschafter, marxistischer Theoretiker und Revolutionär
- Ewen Sinclair-McLaglan (1868–1948), britisch-schottischer Generalmajor im Ersten Weltkrieg
- Robin Welsh (1869–1934), Curler
- Archibald Warden (1869–1943), Tennisspieler
- Samuel Peploe (1871–1935), Maler
- Reginald Fleming Johnston (1874–1938), Akademiker, Diplomat und Autor
- Max Meldrum (1875–1955), Maler
- James Spence (1875–1946), Regattasegler

#### 1876 bis 1900

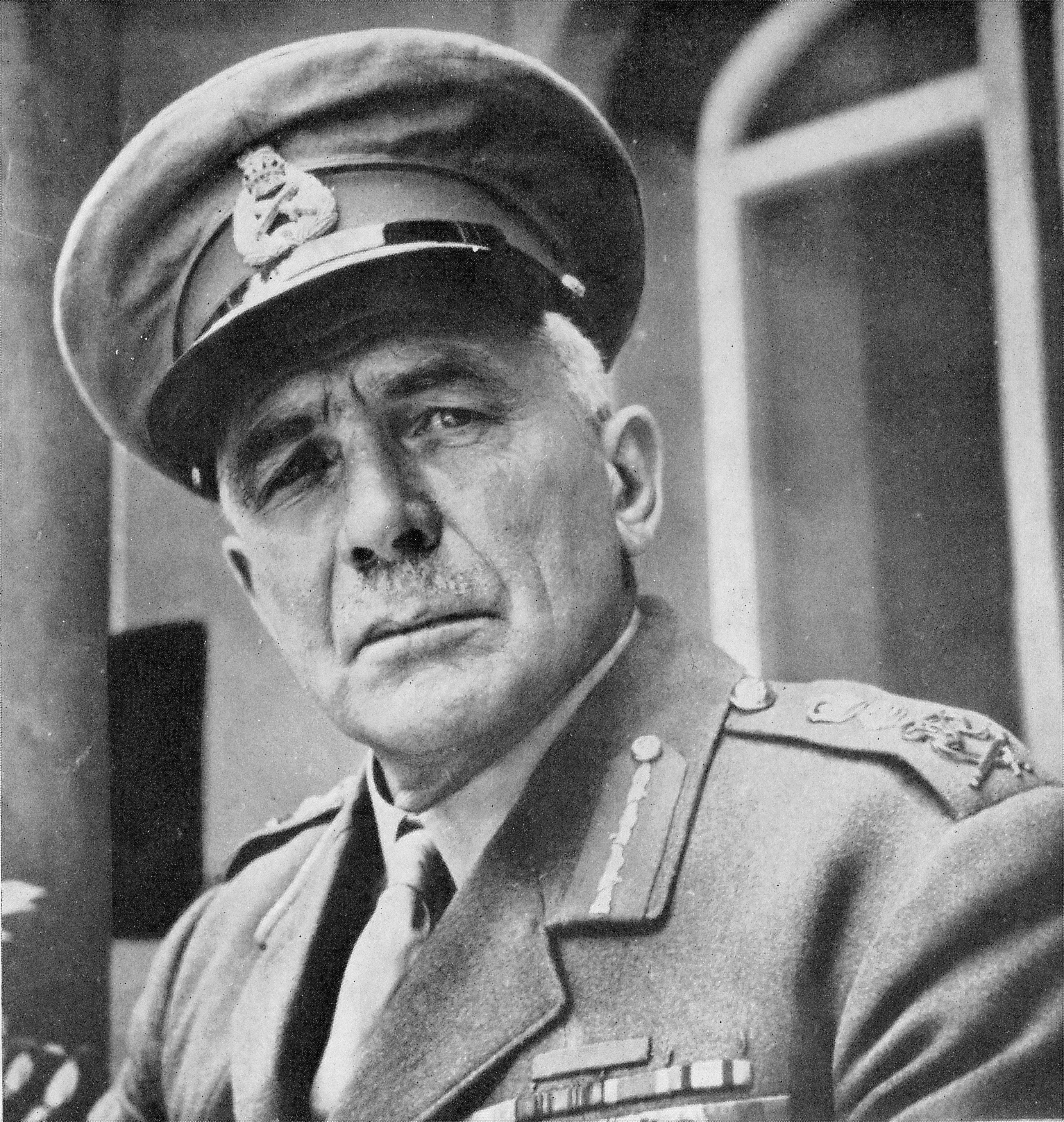
Edmund Ironside, 1. Baron Ironside
(1880–1959)

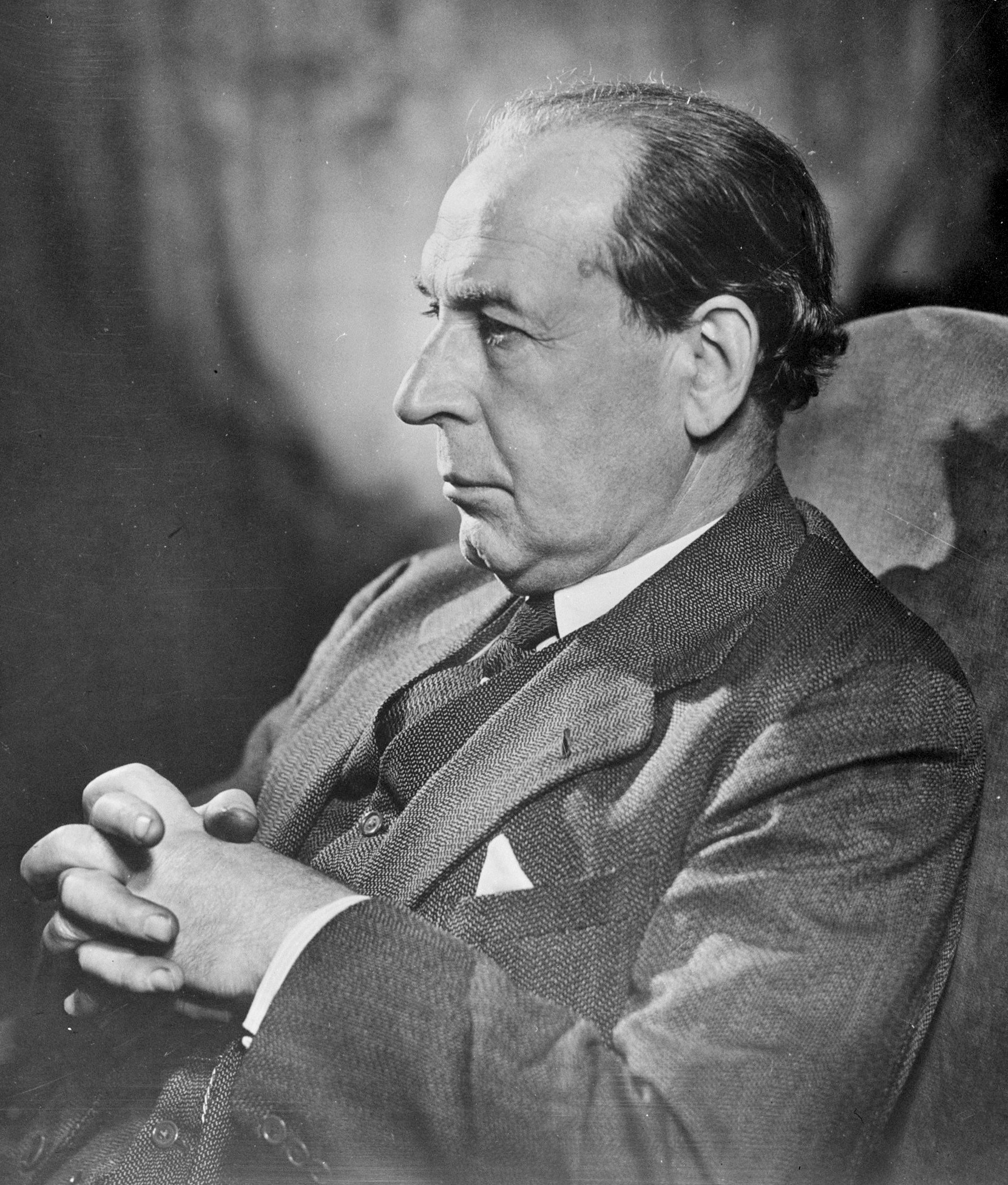
John Anderson, 1. Viscount Waverley
(1882–1958)

- Nigel Gresley (1876–1941), Dampflokomotivkonstrukteur
- Alan Geoffrey Hotham (1876–1965), Marineoffizier
- Thomas Archibald Sprague (1877–1958), Botaniker
- Finlay Currie (1878–1968), Theater- und Filmschauspieler
- Ernest Torrence (1878–1933), Schauspieler
- Edmund Ironside, 1. Baron Ironside (1880–1959), Offizier und Chef des Imperialen Generalstabes
- Karl Walter (1880–1965), Journalist
- Sophia Gorham (1881–1969), Olympiateilnehmerin
- John Anderson, 1. Viscount Waverley (1882–1958), Politiker
- Francis Cadell (1883–1937), Maler
- Jean Cadell (1884–1967), Schauspielerin
- William Theodore Heard (1884–1973), Kurienkardinal
- Alexander Heron (1884–1971), Geologe
- William R. D. Fairbairn (1889–1964), Psychoanalytiker
- Isobel Wylie Hutchison (1889–1982), Botanikerin und Forschungsreisende
- Arthur Landsborough Thomson (1890–1977), Ornithologe
- Janette Dunlop (1891–1971), Physikerin
- Nora Connolly O’Brien (1892–1981), Republikanerin und sozialistische Aktivistin
- Robina Thomson Cameron (1892–1971), Krankenschwester, Pflegeinspektor und in England Anwerberin für Pflegeberufe in Neuseeland
- J. B. S. Haldane (1892–1964), theoretischer Biologe und Genetiker
- Frederick Pitman (1892–1963), Ruderer
- Tommy Armour (1894–1968), Profi-Golfer
- Cecil Ramage (1895–1988), Schauspieler
- Annie Hutton Numbers (1897–1988), Mathematikerin und Chemikerin
- Naomi Mitchison (1897–1999), Schriftstellerin
- John Stuart (1898–1979), Schauspieler
- Bruce Marshall (1899–1987), Schriftsteller
- Bart McGhee (1899–1979), amerikanischer Fußballspieler
- Roy Henderson (1899–2000), Bariton und Musikpädagoge
- Robert Schlapp (1899–1991), Physiker und Mathematiker
- Bob Boothby (1900–1986), Politiker
- Charles Comfort (1900–1994), schottisch-kanadischer Maler, Bildhauer, Lehrer, Schriftsteller und Kulturmanager
- David Maxwell Fyfe, 1. Earl of Kilmuir (1900–1967), Jurist und Politiker
- Stephen Charles Neill (1900–1984), schottisch-anglikanischer Bischof, Missionar und Hochschullehrer
- Alastair Sim (1900–1976), Schauspieler
- Reginald Stewart (1900–1984), kanadischer Dirigent, Pianist und Musikpädagoge
- Bessie Watson (1900–1992), Frauenrechtlerin und Dudelsackpfeiferin

### 20. Jahrhundert

#### 1901 bis 1920

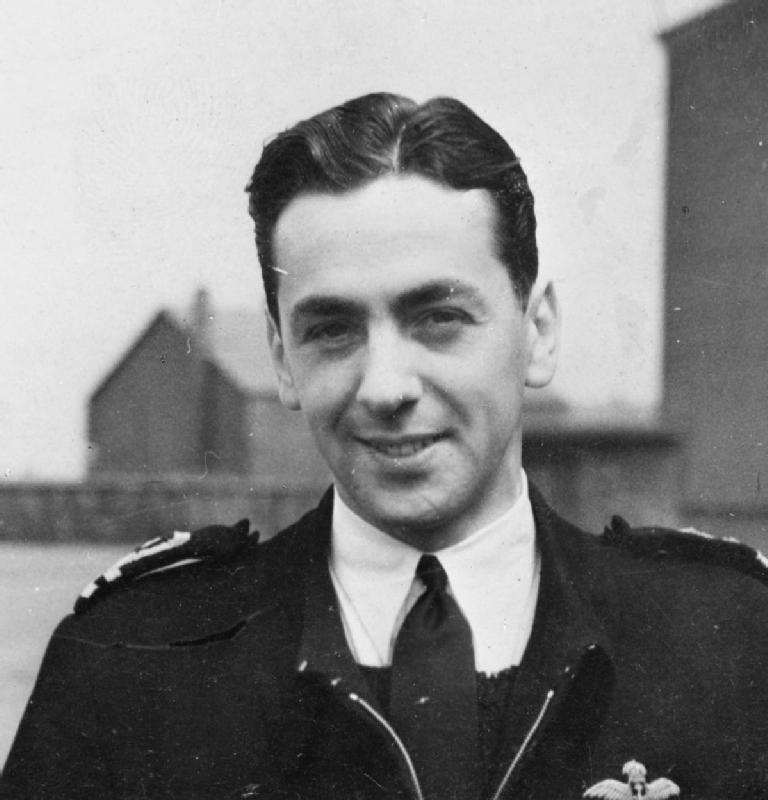
Eric Melrose Brown
(1919–2016)

- Christopher Guest, Baron Guest (1901–1984), Jurist
- Frieda Inescort (1901–1976), Schauspielerin
- Alexander Ireland (1901–1966), Boxer
- Charlie Baillie (1902–1987), Schwimmer
- William Francis Ross Hardie (1902–1990), Altphilologe und Philosophiehistoriker
- William Vallance Douglas Hodge (1903–1975), Mathematiker
- Marion Ross (1903–1994), Physikerin und Hochschullehrerin
- Chuck Gardiner (1904–1934), Eishockeytorwart
- Alan Richardson (1904–1978), Komponist und Pianist
- Arthur Young (1904–1965), Pianist und Bandleader
- John Ludovic Ford (1906–1957), Autorennfahrer
- Michael Innes (1906–1994), Professor und Krimi-Autor
- Agnes Yewande Savage (1906–1964), britisch-nigerianische Medizinerin
- Harry Watt (1906–1987), Filmregisseur
- Hew Lorimer (1907–1993), Bildhauer
- David Murray (1909–1973), Automobilrennfahrer
- Gordon Gray (1910–1993), Erzbischof von Saint Andrews und Edinburgh
- Norman MacCaig (1910–1996), Dichter
- Sheila Scott MacIntyre (1910–1960), schottische Mathematikerin und Hochschullehrerin
- James Carmichael Watson (1910–1942), Keltologe
- Ronald Kinloch Anderson (1911–1984), Pianist, Musikpädagoge und Musikproduzent
- Tommy Anderson (1911–1971), Eishockeyspieler
- John Gollan (1911–1977), Politiker
- Mary Noble (1911–2002), Saatgutpathologin
- Ivan T. Sanderson (1911–1973), Schriftsteller
- Peggie Sampson (1912–2004), kanadische Cellistin, Gambistin und Musikpädagogin
- William Serle (1912–1992), Ornithologe, Arzt sowie presbyterianischer Pfarrer der Church of Scotland
- Richard Fraser (1913–1972), Schauspieler
- Ewan Roberts (1914–1983), Schauspieler; bürgerlich Thomas Robert McEwan Hutchinson
- Anthony Dawson (1916–1992), Schauspieler
- John Young (1916–1996), Schauspieler
- Moira Dunbar (1918–1999), Glaziologin
- Muriel Spark (1918–2006), Schriftstellerin
- William Whitelaw, 1. Viscount Whitelaw (1918–1999), Politiker
- Eric Melrose Brown (1919–2016), Offizier und Testpilot
- Ludovic Kennedy (1919–2009), Journalist und Schriftsteller
- Bevis Reid (1919–1997), Kugelstoßerin und Diskuswerferin
- Ronald Speirs (1920–2007), Offizier der US Army

#### 1921 bis 1930

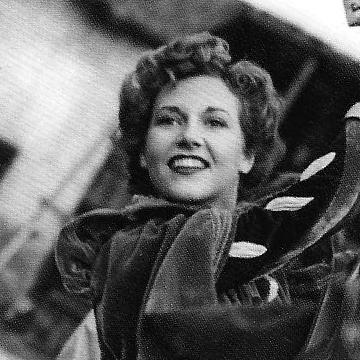
Rona Anderson
(1926–2013)

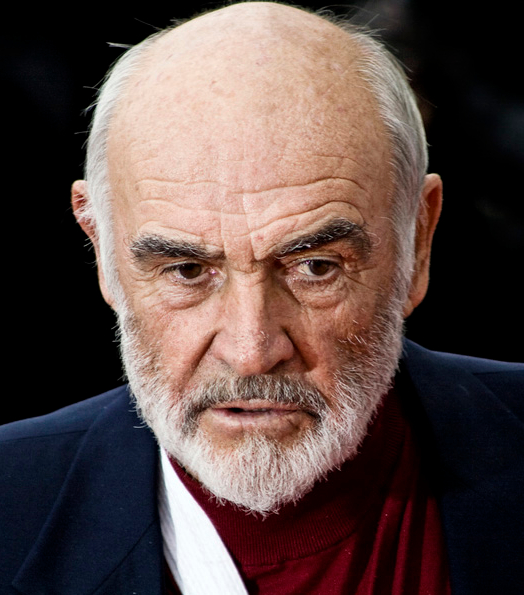
Sean Connery
(1930–2020)

- Joan Dickson (1921–1994), Cellistin und Musikpädagogin
- Sidney Hayers (1921–2000), Filmregisseur, Filmeditor, Filmproduzent und Drehbuchautor
- Graham Crowden (1922–2010), Schauspieler
- Donald Maitland (1922–2010), Diplomat und Regierungsbeamter
- Ron Flockhart (1923–1962), Autorennfahrer und Pilot
- Hector Laing, Baron Laing of Dunphail (1923–2010), Wirtschaftsmanager, Geschäftsmann, Politiker und Life Peer
- Pat Smythe (1923–1983), Jazzmusiker
- Peter Heatly (1924–2015), Wasserspringer
- Eduardo Paolozzi (1924–2005), Graphiker und Bildhauer, Pionier der britischen Pop-Art
- Iain Sutherland (1925–1986), Diplomat und Regierungsbeamter
- Thor Vilhjálmsson (1925–2011), Schriftsteller
- Rona Anderson (1926–2013), Schauspielerin
- Patrick Jenkin, Baron Jenkin of Roding (1926–2016), Politiker
- Helen Elliot (1927–2013), Tischtennisspielerin
- Al Fairweather (1927–1993), Jazz-Trompeter und Bandleader
- Vernon Heywood (1927–2022), Botaniker
- Johnny Keating (1927–2015), Jazzmusiker und Orchesterleiter
- Steven Mackie (1927–2010), Theologe, Ökumeniker und Friedensaktivist
- Robin Matthews (1927–2010), Ökonom und Schachkomponist
- Christopher Hooley (1928–2018), Mathematiker
- John Mackenzie (1928–2011), Regisseur
- Archie Semple (1928–1974), Klarinettist
- Laura Black (1929–2000), Schriftstellerin
- Alexander Kelly (1929–1996), Pianist und Musikpädagoge
- Ian Stewart (1929–2017), Automobilrennfahrer
- Alex Welsh (1929–1982), Jazzmusiker
- Sean Connery (1930–2020), Schauspieler (u. a. James Bond), Filmproduzent sowie Oscar- und Golden-Globe-Preisträger
- Ronnie Corbett (1930–2016), Schauspieler, Komiker, Autor und Kabarettist
- Flora Fraser, 21. Lady Saltoun (1930–2024), Politikerin
- Ian Greenfield (* 1930), Radrennfahrer
- Stan Greig (1930–2012), Jazz-Musiker
- June Smith (1930–2016), britisch-australische Jazzsängerin, Trompeterin und Musikpädagogin

#### 1931 bis 1940

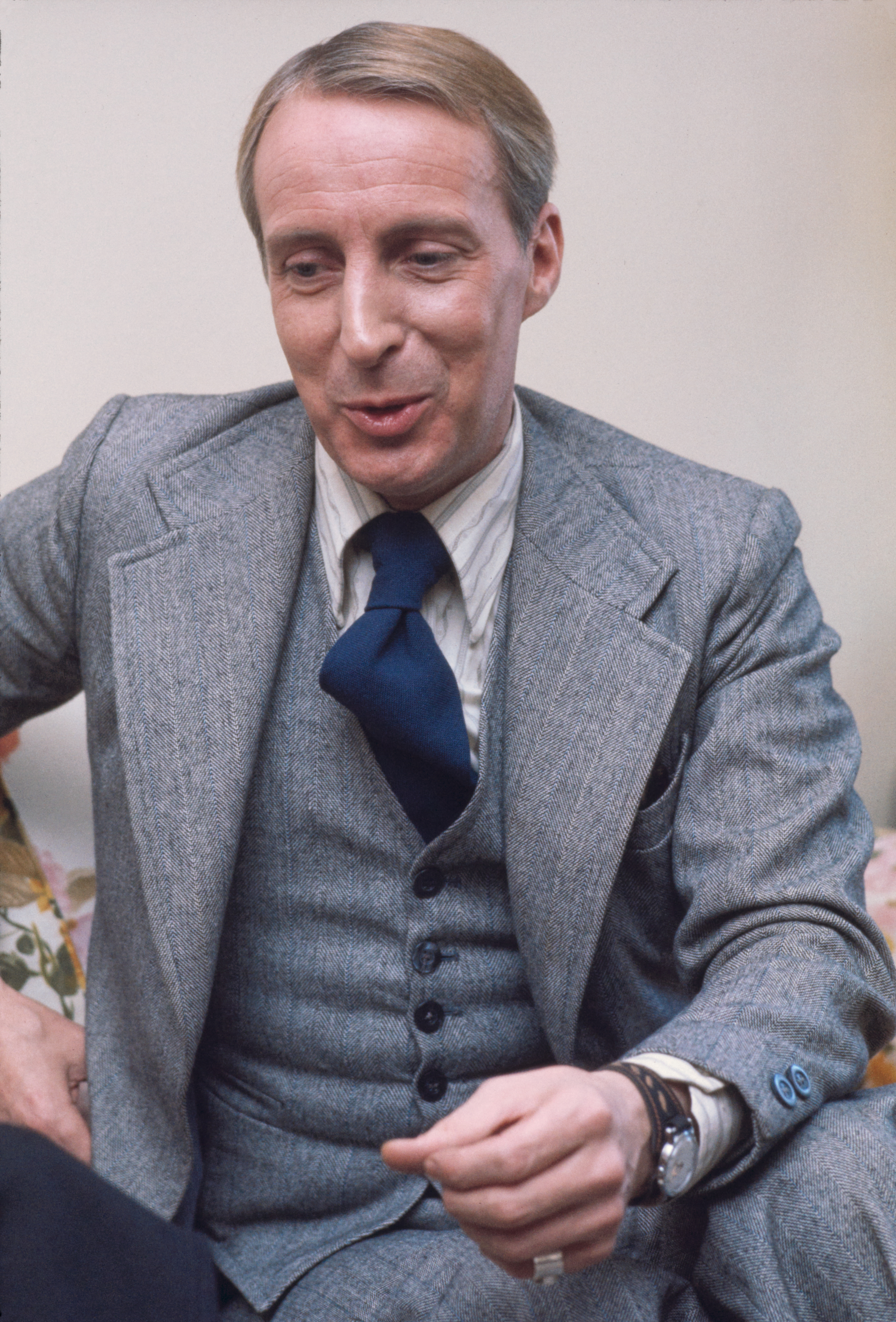
Ian Richardson
(1934–2007)

- Kenneth Cameron, Baron Cameron of Lochbroom (1931–2025), Politiker und Jurist
- Neal Ascherson (* 1932), Journalist und Schriftsteller
- Alick Buchanan-Smith (1932–1991), Politiker
- Tam Dalyell (1932–2017), Autor und Politiker
- David Gwilt (* 1932), Komponist
- Joan Lingard (1932–2022), Kinder- und Jugendbuchautorin
- Alex Hay (1933–2011), Golflehrer und Golfkommentator
- Jimmy Murray (1933–2015), Fußballspieler und -trainer
- Donald Cammell (1934–1996), Maler, Drehbuchautor und Filmregisseur
- Dave Mackay (1934–2015), Fußballspieler und -trainer
- Jimmy Millar (1934–2022), Fußballspieler und -trainer
- Ian Richardson (1934–2007), Schauspieler
- Susan Landale (* 1935), Organistin
- Fergus Millar (1935–2019), Althistoriker
- Keith Moffatt (* 1935), Physiker
- Ralph Brand (* 1936), Fußballspieler
- Christopher Charles Whiston Taylor (* 1936), Philosophiehistoriker
- George Thomson (1936–2007), Fußballspieler
- Roy Williamson (1936–1990), Musiker und Instrumentenbauer
- Ronnie Browne (* 1937), Folk-Musiker
- David Mitton (1938–2008), Fernsehproduzent, Drehbuchautor und Regisseur
- Christopher Walkden (1938–2011), Schwimmer
- Neil Connery (1938–2021), Schauspieler
- Alan Andrew Watson (* 1938), Astrophysiker
- Billy Baxter (1939–2009), Fußballspieler und -trainer
- Donald Macgregor (1939–2020), Marathonläufer und Autor
- Ron Brown (1940–2007), Politiker
- Brigit Forsyth (1940–2023), Schauspielerin
- Roy Geddes (1940–2006), Chemiker und Biochemiker
- Dougal Haston (1940–1977), Extrembergsteiger
- John G. Sclater (* 1940), Geophysiker und Hochschullehrer
- Stuart Sutcliffe (1940–1962), Maler und Musiker

#### 1941 bis 1950

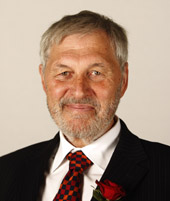
Richard Simpson
(* 1942)

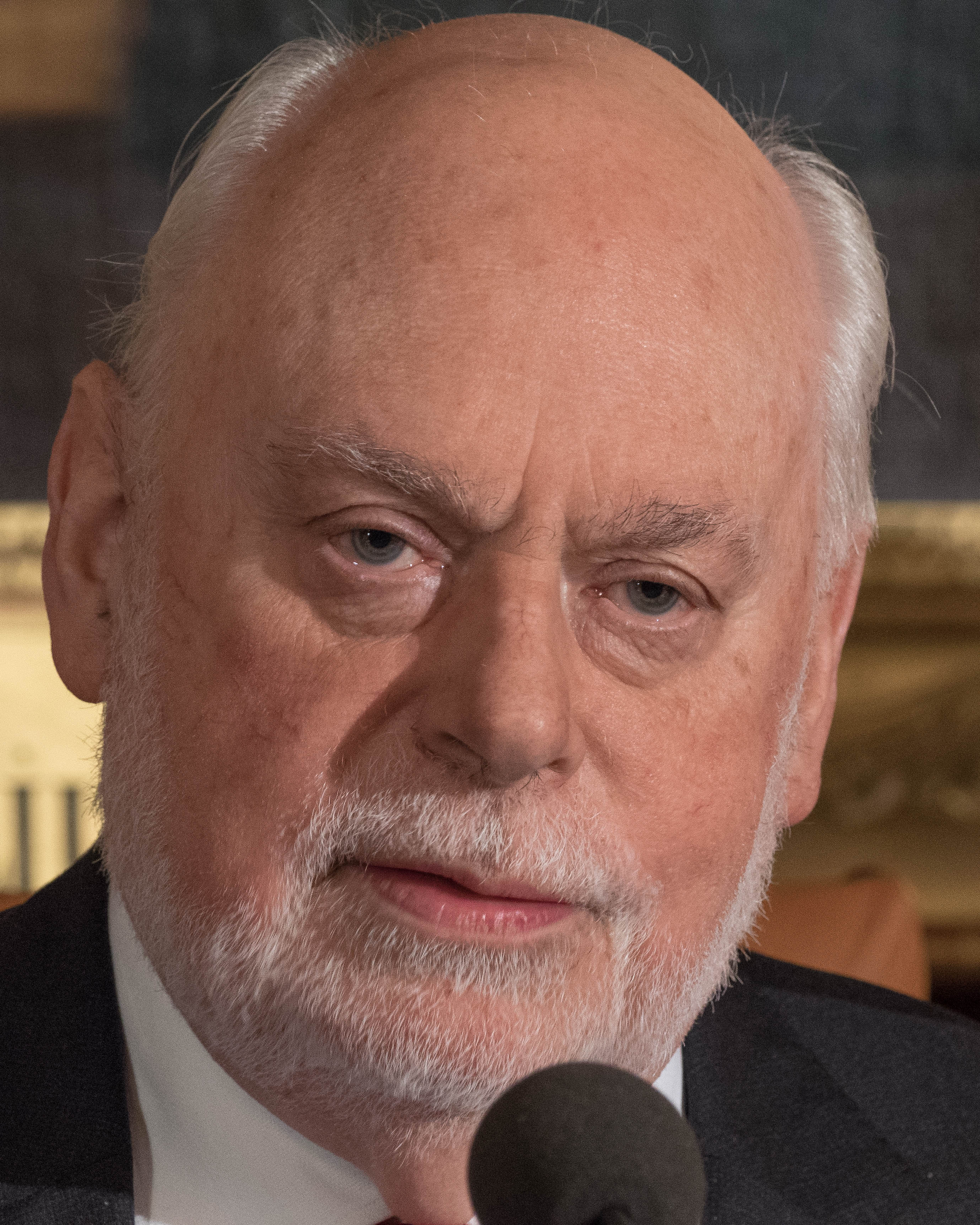
Fraser Stoddart
(1942–2024)

- Quinn O’Hara (1941–2017), amerikanische Schauspielerin und Krankenschwester
- Norman Stone (1941–2019), Historiker
- Charlie Aitken (1942–2023), Fußballspieler
- John Greig (* 1942), Fußballspieler und -trainer
- Colin Low, Baron Low of Dalston (* 1942), Politiker, Life Peer, Jurist und Hochschullehrer
- Jamie Muir (1942–2025), Perkussionist
- Graham Ritchie (1942–2005), Archäologe
- Charles V. J. Russ (* 1942), Germanist
- Richard Simpson (* 1942), Politiker (Labour Party)
- Fraser Stoddart (1942–2024), Chemiker
- Bill Walker (* 1942), Politiker
- Albert Watson (* 1942), Fotograf
- Alexander Wedderburn (1942–2018), reformierter Theologe
- Tam White (1942–2010), Schauspieler
- Isobel Black (* 1943), Schauspielerin
- David Davidson (* 1943), Politiker (Conservative Party)
- Jacek Kurczewski (* 1943), polnischer Politiker und Rechtssoziologe
- Colin William MacLeod (1943–1981), Philologe
- George Trumbull Miller (1943–2023), australischer Film- und Fernsehregisseur und Produzent
- George Smith (1943–2019), Fußballschiedsrichter
- Gilbert Adair (1944–2011), Schriftsteller, Filmkritiker und Kolumnist
- Shena Mackay (* 1944), Autorin
- Ken Buchanan (1945–2023), Boxer
- Angus Deaton (* 1945), Ökonom
- Ian Hanmore (* 1945), Schauspieler
- Richard Henderson (* 1945), Struktur- und Molekularbiologe
- Peter Cormack (1946–2024), Fußballspieler
- Graham Masterton (* 1946), Autor
- Malcolm Rifkind (* 1946), Politiker
- James Webb (1946–1980), Historiker und Kulturwissenschaftler
- Alison Elliot (* 1948), Psychologin, Theologin und Presbyterin der Kirche von Schottland
- Merlin Hay, 24. Earl of Erroll (* 1948), Peer und Politiker
- Sandy Jardine (1948–2014), Fußballspieler
- John Kay (* 1948), Ökonom
- Alan Longmuir (1948–2018), Musiker
- Maggie Nicols (* 1948), Jazzsängerin und Tänzerin
- Eric Robertson (* 1948), kanadischer Komponist
- Ian Charleson (1949–1990), Film- und Theaterschauspieler
- Frank Doran (1949–2017), Politiker der Labour Party
- Lou Macari (* 1949), Fußballspieler und -manager
- Kenneth Stevenson (1949–2011), anglikanischer Geistlicher
- Chris Black (* 1950), Hammerwerfer
- Lindsay Duncan (* 1950), Schauspielerin
- Graham Hancock (* 1950), Schriftsteller und Journalist
- Neil Murray (* 1950), Rock- und Popmusiker

#### 1951 bis 1960

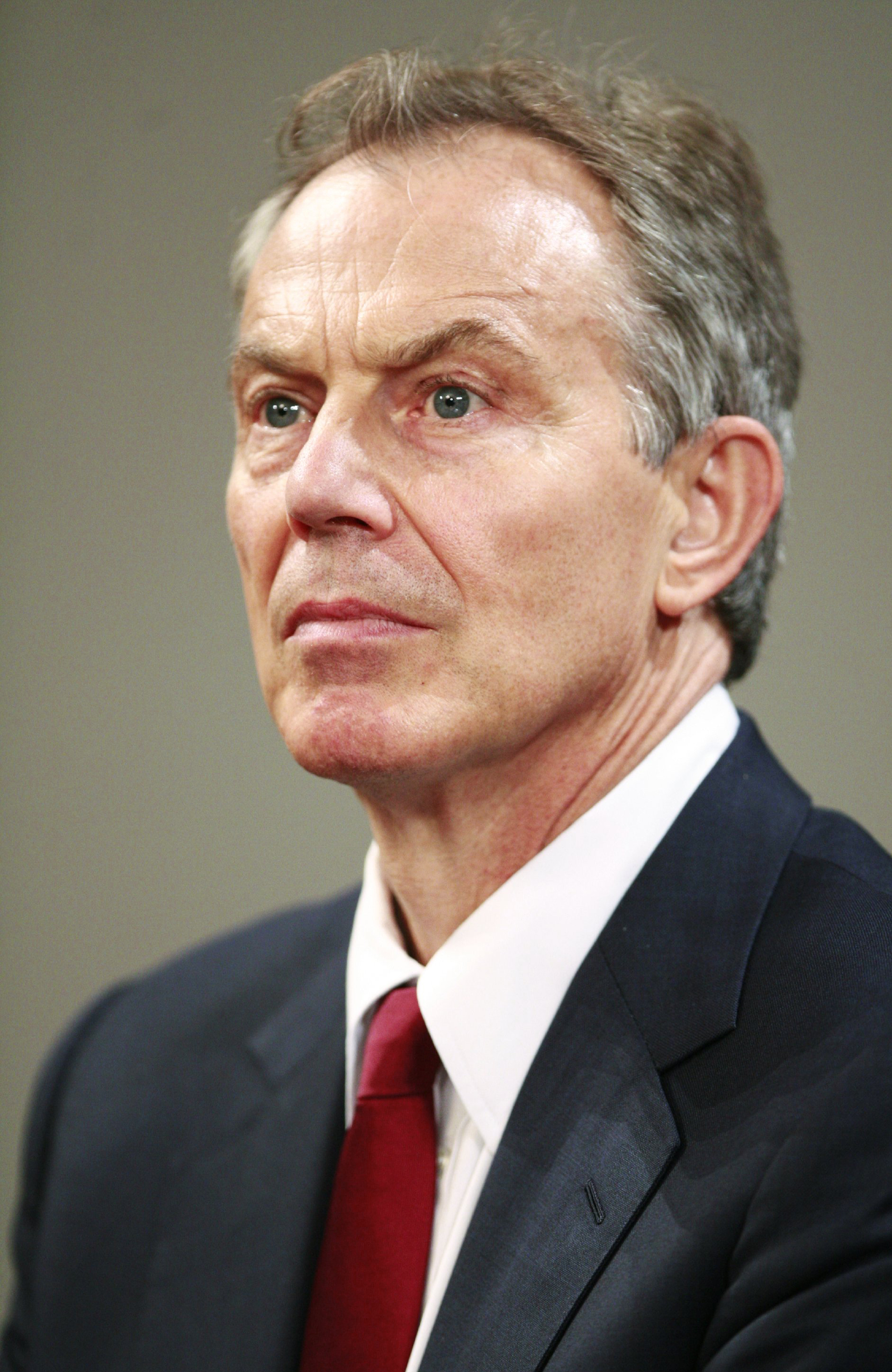
Tony Blair
(* 1953)

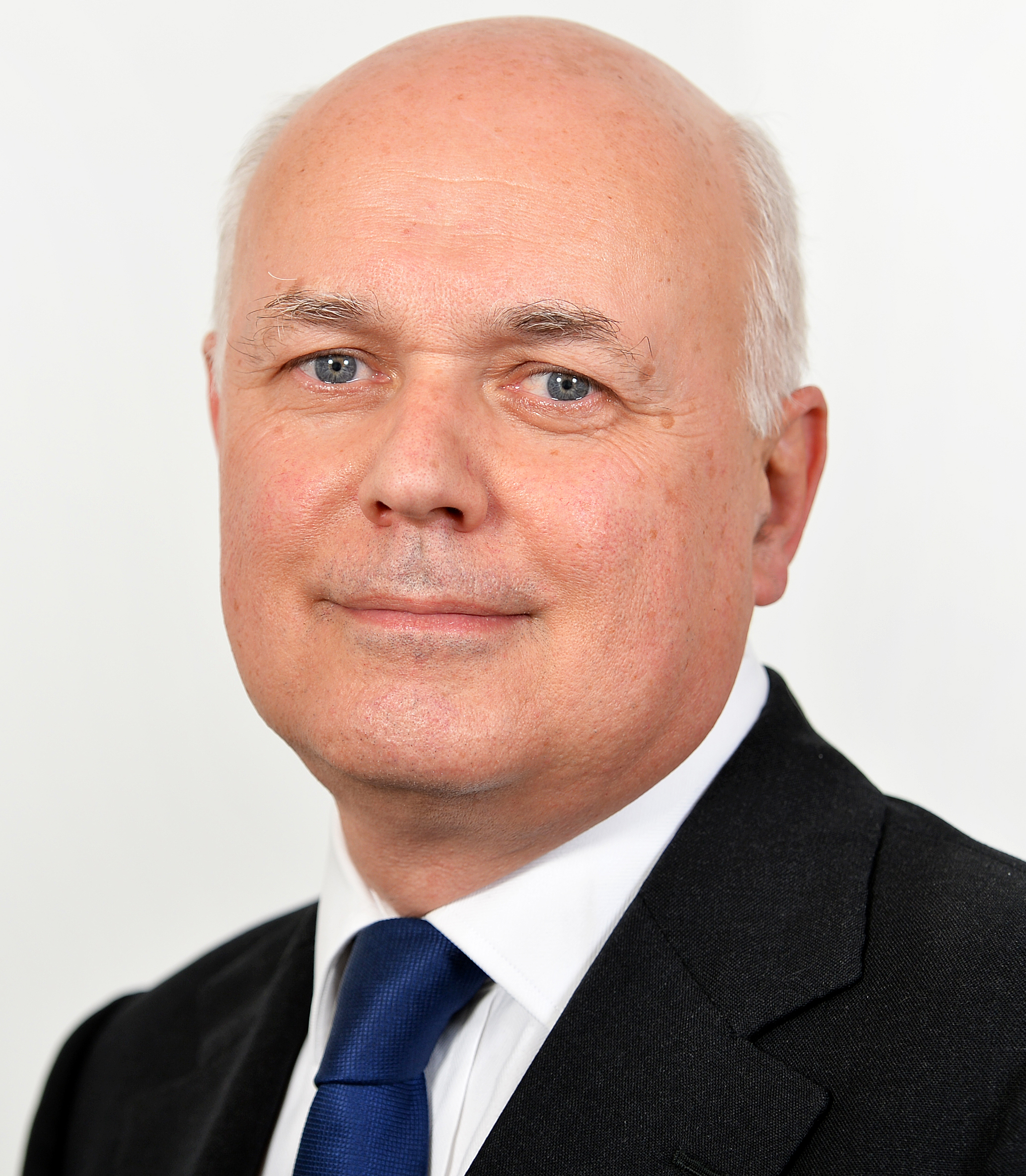
Iain Duncan Smith
(* 1954)

- Charles Falconer, Baron Falconer of Thoroton (* 1951), Jurist und Politiker (Labour Party)
- Andy Irvine (* 1951), Rugby-Union-Spieler
- Davey Johnstone (* 1951), Gitarrist
- Ron MacIvor (1951–2021), Fußballspieler
- David Wilson (* 1951), Hürdenläufer und Hochspringer
- James Douglas-Home, 28. Baron Dacre (1952–2014), Adliger, Trainer für Rennpferde und Pferderennsport-Korrespondent
- David McLetchie (1952–2013), Politiker (Conservative Party)
- Peter Peacock (* 1952), Politiker
- Alan Purves (* 1952), Musiker
- C. J. Sansom (1952–2024), Schriftsteller
- Allan Wells (* 1952), Leichtathlet
- Tony Blair (* 1953), Politiker
- Roderick Campbell (* 1953), Politiker
- Helen Golden (* 1953), Sprinterin
- Robin Laing (* 1953), Folkmusiker und Komponist
- Billy Lyall (1953–1989), Komponist und Keyboarder
- Graeme Souness (* 1953), Fußballspieler und -trainer
- Murray Sutherland (* 1953), Boxer im Supermittelgewicht
- Guy Innes-Ker, 10. Duke of Roxburghe (1954–2019), Adliger
- David Martin (* 1954), Politiker
- Gus McKenzie (* 1954), Leichtathlet und Bobsportler
- Myra Nimmo (* 1954), Leichtathletin
- Donald Runnicles (* 1954), Dirigent
- Richard Scott, 10. Duke of Buccleuch (* 1954), Adeliger
- Iain Duncan Smith (* 1954), Politiker
- R. R. R. Smith (* 1954), Klassischer Archäologe
- Jamie Stone (* 1954), Politiker (Liberal Democrats)
- Edwin Constable (* 1955), Chemiker
- Les McKeown (1955–2021), Sänger
- Mungo Melvin (* 1955), Offizier und Militärhistoriker
- Ken Stott (* 1955), Film- und Theaterschauspieler
- James Younger, 5. Viscount Younger of Leckie (* 1955), Politiker
- Philip Kerr (1956–2018), Krimi-, Thriller- und Fantasy-Autor
- Fiona M. Watt (* 1956), Zellbiologin
- Arthur Albiston (* 1957), Fußballspieler und -trainer
- Colin Crorkin (* 1957), Diplomat
- Leeona Dorrian (* 1957), Richterin; Lord Justice Clerk
- Iain Gray (* 1957), Politiker (Labour Party)
- Drew McMaster (* 1957), Sprinter
- Jim Mellon (* 1957), Milliardär und Geschäftsmann
- Ewan Stewart (* 1957), Schauspieler
- Gordon Strachan (* 1957), Fußballspieler
- Eamonn Bannon (* 1958), Fußballspieler und -trainer
- Paul Coletti (* 1958), Bratschist und Musikpädagoge
- Richard Gwilt (* 1958), Violinist, Musikverleger und Komponist
- Kenny MacAskill (* 1958), Rechtsanwalt und Politiker
- Timothy J. Mitchison (* 1958), Zellbiologe
- Mike Scott (* 1958), Sänger, Gitarrist und Pianist
- Irvine Welsh (* 1958), Schriftsteller
- Edwyn Collins (* 1959), Musiker
- Peter Doig (* 1959), Maler
- Colin Fox (* 1959), Politiker (Scottish Socialist Party)
- Craig Herbertson (* 1959), Musiker, Songwriter und Schriftsteller
- Colin Keir (* 1959), Politiker
- Graeme Morrice (* 1959), Politiker
- Lynn Kinnear (1960–2024), Landschaftsarchitektin
- John Lumsden (1960–2016), Fußballspieler
- Malcolm Martineau (* 1960), Pianist und Liedbegleiter
- Graeme Maxton (* 1960), Ökonom

#### 1961 bis 1970
- Ian Blackford (* 1961), Politiker
- Keith Brown (* 1961), Politiker
- Iain Glen (* 1961), Schauspieler
- Margaret Lucas (* 1961), Ingenieurin
- Margaret Smith (* 1961), Politikerin

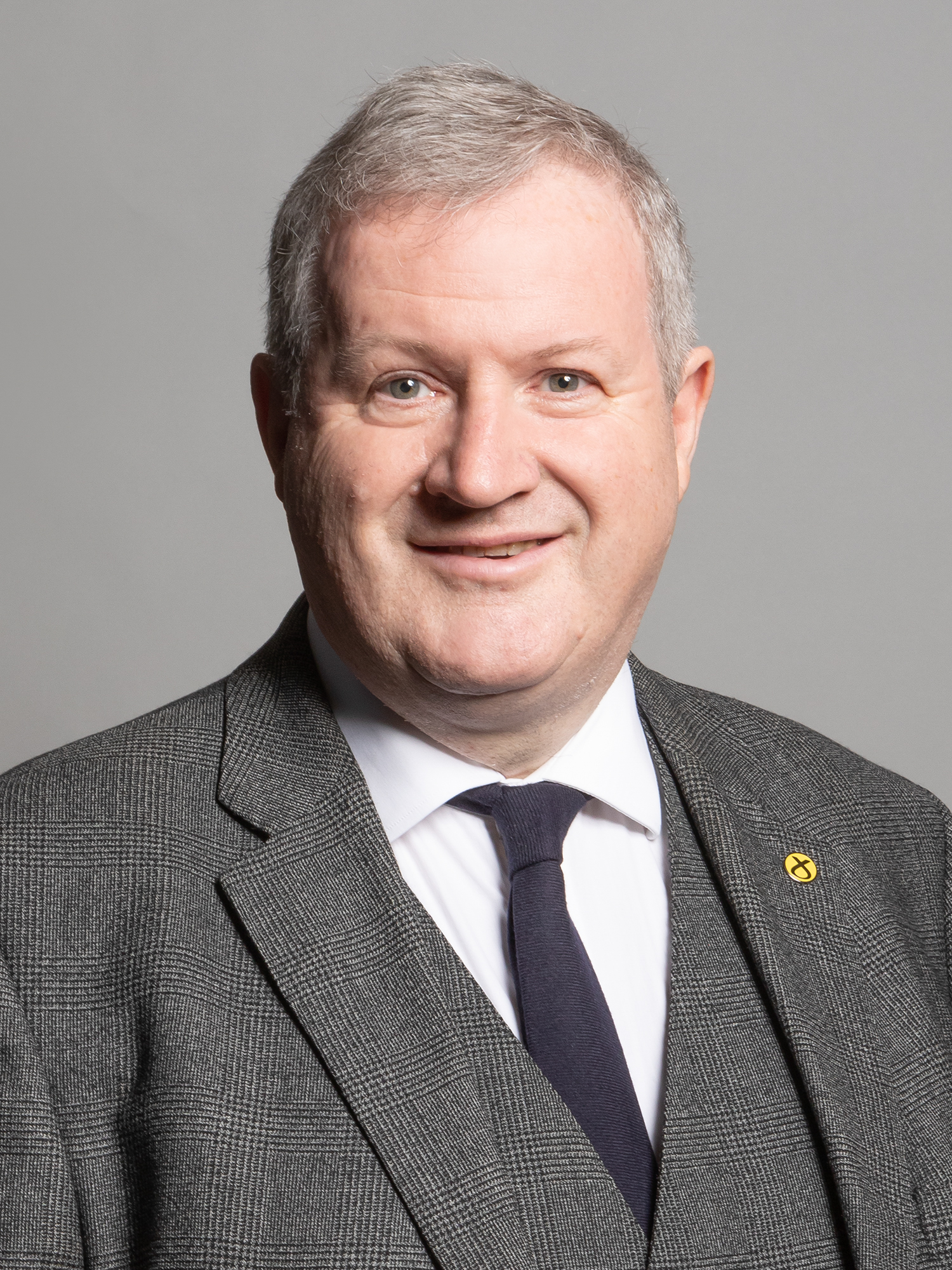
Ian Blackford
(* 1961)

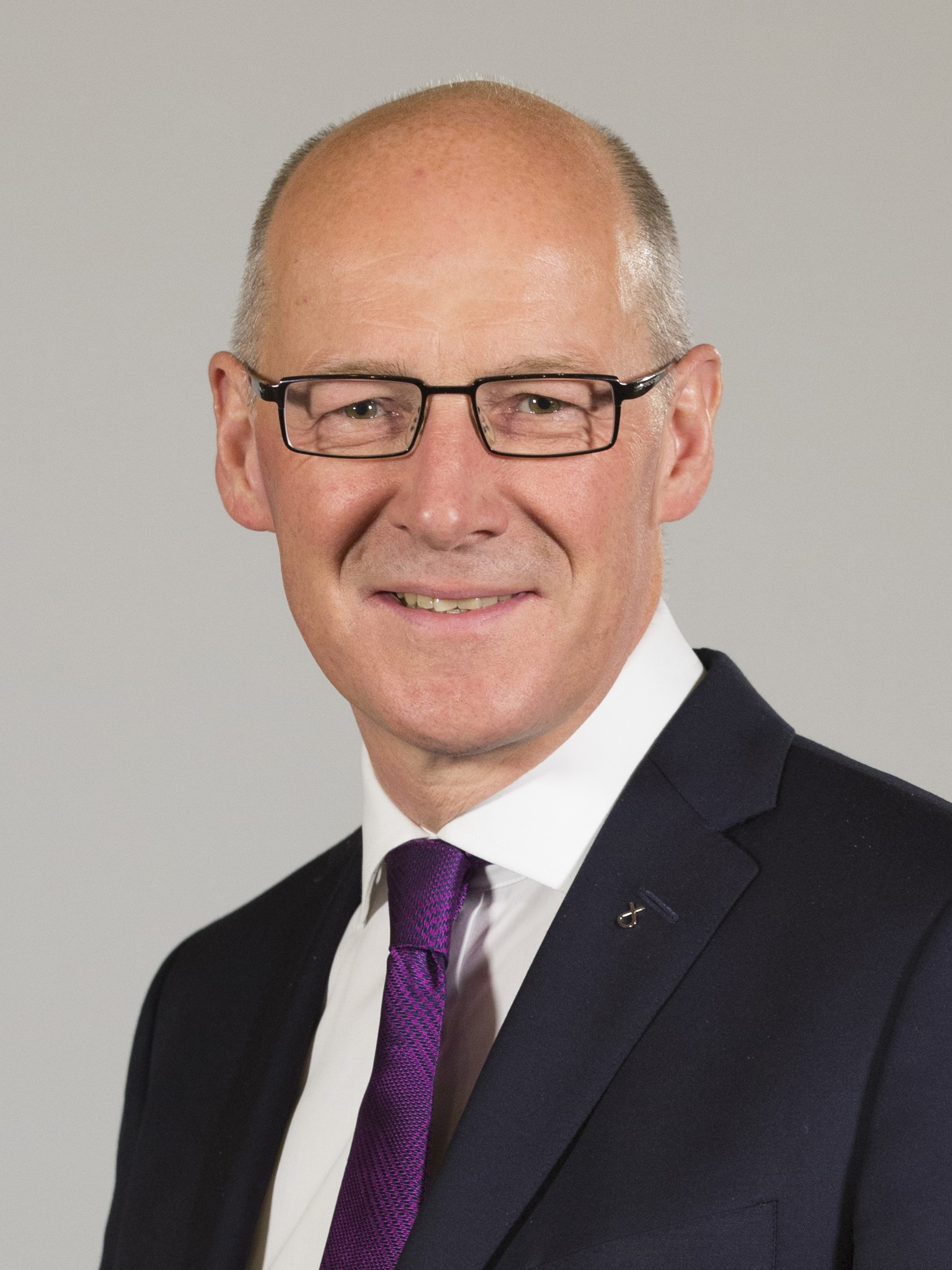
John Swinney
(* 1964)

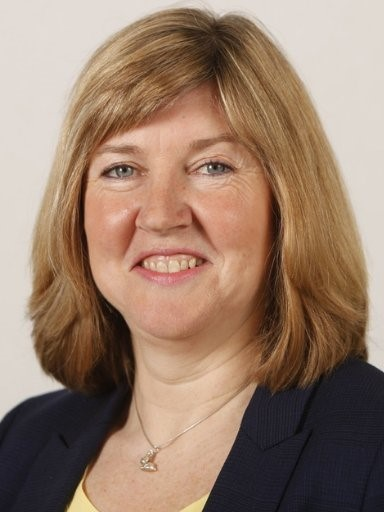
Alison Johnstone
(* 1965)

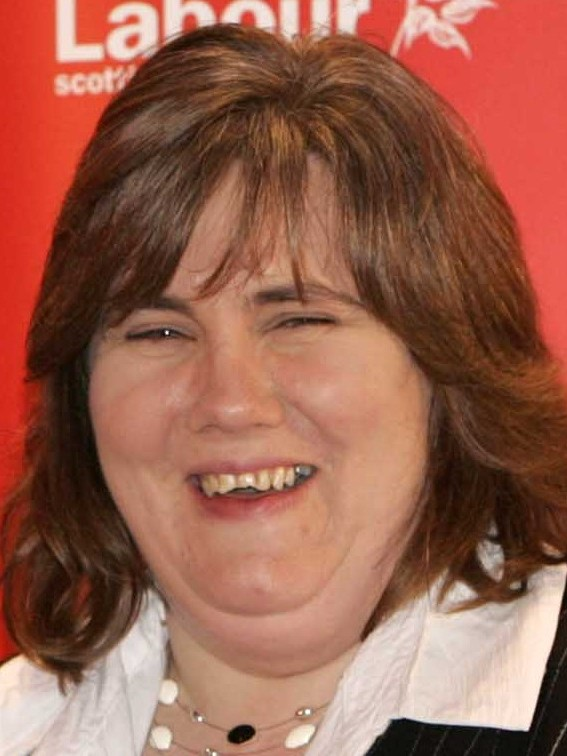
Karen Gillon
(* 1967)

- Gavin Hastings (* 1962), Rugby-Union-Spieler
- Kenny Hunter (* 1962), Bildhauer
- Brian Kellock (1962–2025), Jazz-Pianist und Komponist
- John Clark (* 1964), Fußballspieler
- Paul Galbraith (* 1964), Gitarrist
- Angus MacKay (* 1964), Politiker (Labour Party)
- April McMahon (* 1964), Linguistin
- John Swinney (* 1964), Politiker (SNP) und Bildungsminister Schottlands
- Anette Guther (* 1965), deutsche Kostümbildnerin
- Alison Johnstone (* 1965), Politikerin
- Douglas McDonald (* 1965), Fußballschiedsrichter
- Katherine Smart (* 1965), Brauwissenschaftlerin
- David J. Asher (* 1966), Astronom
- Elliot Bunney (* 1966), Leichtathlet
- David Harrower (* 1966), Theaterschriftsteller
- Laura Hird (* 1966), Schriftstellerin
- Darren Jackson (* 1966), Fußballspieler
- Shirley Manson (* 1966), Leadsängerin und Songschreiberin
- John Rae (* 1966), Jazzmusiker
- Nicholas Rowe (* 1966), Schauspieler
- Sara Stewart (* 1966), Schauspielerin
- Karen Gillon (* 1967), Politikerin
- Michael Gove (* 1967), Journalist und Politiker
- Liam McArthur (* 1967), Politiker (Liberal Democrats)
- Bettina Ricklefs (* 1967), Filmproduzentin
- Scott Ainslie (* 1968), Schauspieler und Politiker
- Mark Bonnar (* 1968), Schauspieler
- David Greig (* 1969), Dramatiker
- Stephen Hendry (* 1969), Snooker-Profi
- Stef Penney (* 1969), Filmemacherin und Autorin
- Morag Siller (1969–2016), Schauspielerin, Voice-over-Künstlerin und Radio-Präsentatorin
- Karen Addison (* 1970), Curlerin
- Karim Ahmad Khan (* 1970), Anwalt
- Anne Laird (* 1970), Curlerin
- Harold Ian Miltner (* 1970), Schriftsteller und Journalist
- Simon Thoumire (* 1970), Konzertinaspieler, Komponist und Musikproduzent
- Julian Wagstaff (* 1970), Komponist

#### 1971 bis 1980

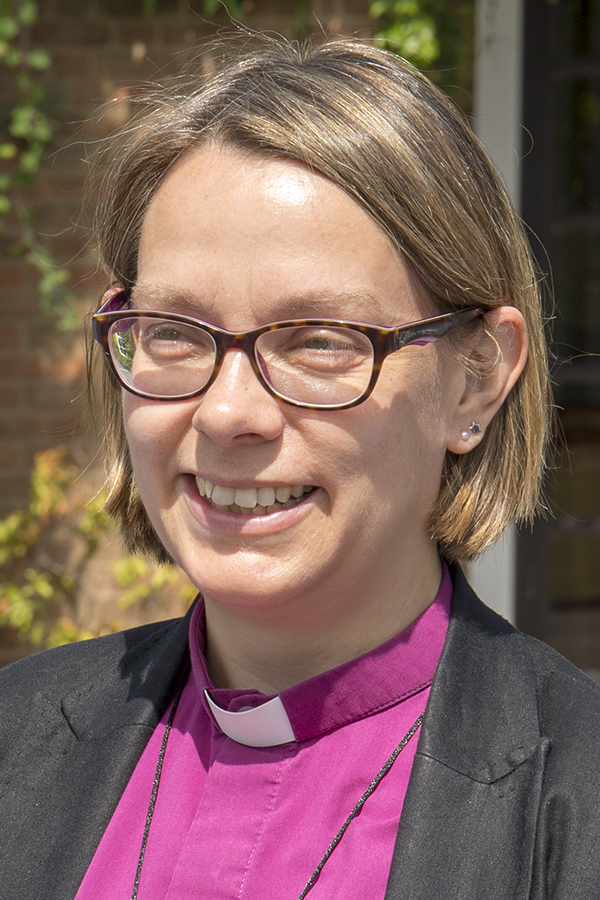
Helen-Ann Hartley
(* 1973)

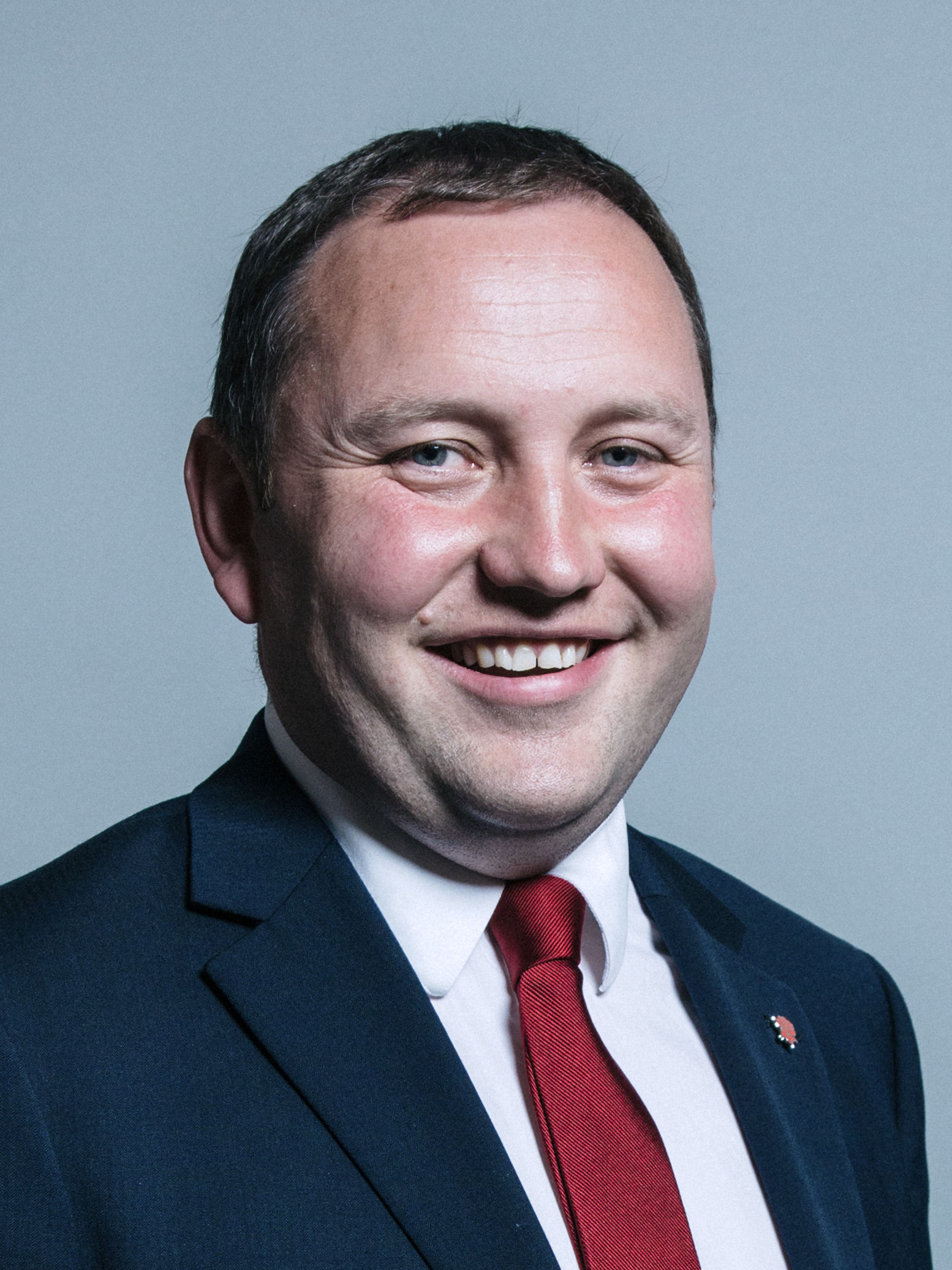
Ian Murray
(* 1976)

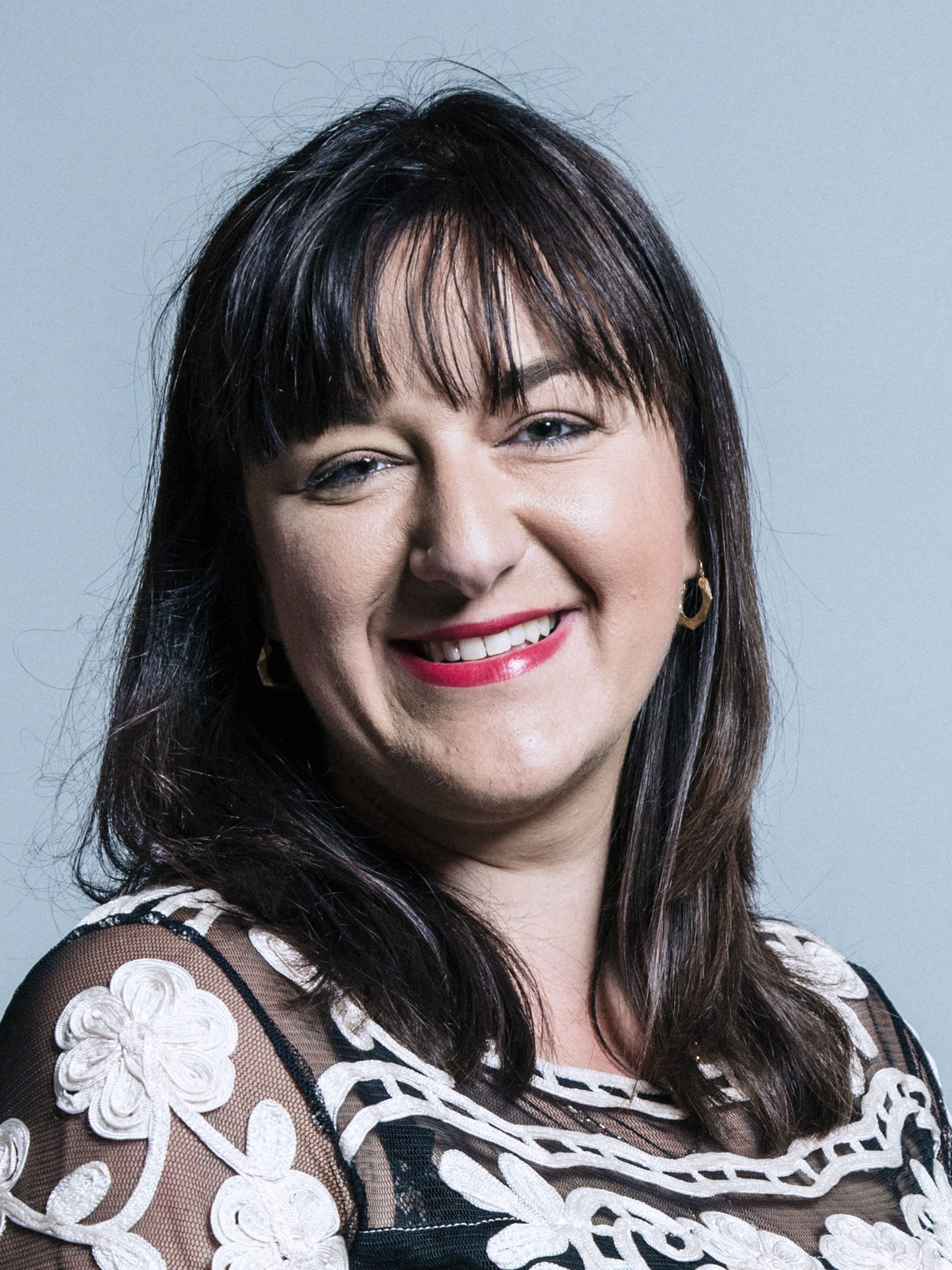
Ruth Smeeth
(* 1979)

- Ian Simpson (* 1971), Motorradrennfahrer
- Paul Telfer (* 1971), Fußballspieler
- Danny Alexander (* 1972), Politiker
- Ewen Bremner (* 1972), Schauspieler
- Don Riddell (* 1972), Moderator
- Alain Baxter (* 1973), Skirennläufer
- Dario Franchitti (* 1973), Automobilrennfahrer
- Helen-Ann Hartley (* 1973), anglikanische Bischöfin
- Colm McCarthy (* 1973), Filmregisseur, Drehbuchautor und Filmproduzent
- Jamie Sives (* 1973), Schauspieler
- Chris Small (* 1973), Snookerspieler
- Richard Baker (* 1974), Politiker
- Iain Couzin (* 1974), Biologe und Verhaltensforscher
- Robin Liddell (* 1974), Autorennfahrer
- Finley Quaye (* 1974), Musiker
- Paul Sheerin (* 1974), Fußballspieler und -trainer
- Garry Walker (* 1974), Dirigent
- Claire Goose (* 1975), Schauspielerin
- Graeme Randall (* 1975), Judoka
- Kate Victoria „KT“ Tunstall (* 1975), Musikerin
- Joe Heinrich (* 1976), Autor und Comiczeichner
- Chris Hoy (* 1976), Radrennfahrer
- Ian Murray (* 1976), Politiker
- Finlay Mickel (* 1977), Skirennläufer
- Pamela Nimmo (* 1977), Squashspielerin
- Scott Wilson (* 1977), Fußballspieler
- Neil Alexander (* 1978), Fußballspieler
- Alex Arthur (* 1978), Boxer
- Ruth Davidson (* 1978), Journalistin und Politikerin
- Gary Naysmith (* 1978), Fußballspieler
- Chris Paterson (* 1978), Rugby-Union-Spieler
- Jason White (* 1978), Rugby-Union-Spieler
- Ben Jelen (* 1979), Sänger, Produzent und Songschreiber
- James McCallum (* 1979), Radsportler
- Michael McIndoe (* 1979), Fußballspieler
- Pollyanna McIntosh (* 1979), Schauspielerin und Model
- Kenny Miller (* 1979), Fußballspieler
- Ruth Smeeth (* 1979), Politikerin
- Paddy Milner (* 1980), Jazz- und Bluespianist

#### 1981 bis 1990

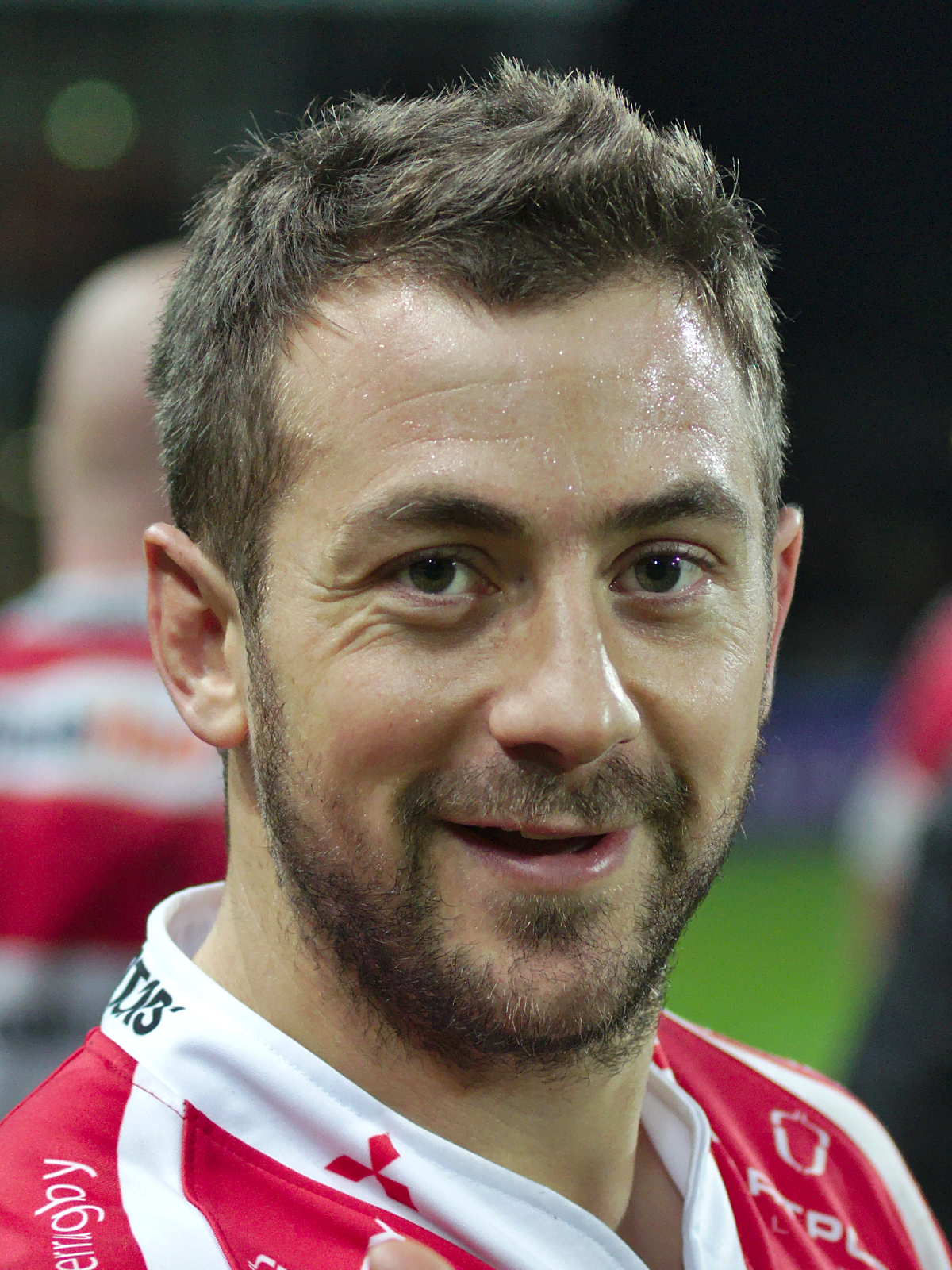
Greig Laidlaw
(* 1985)

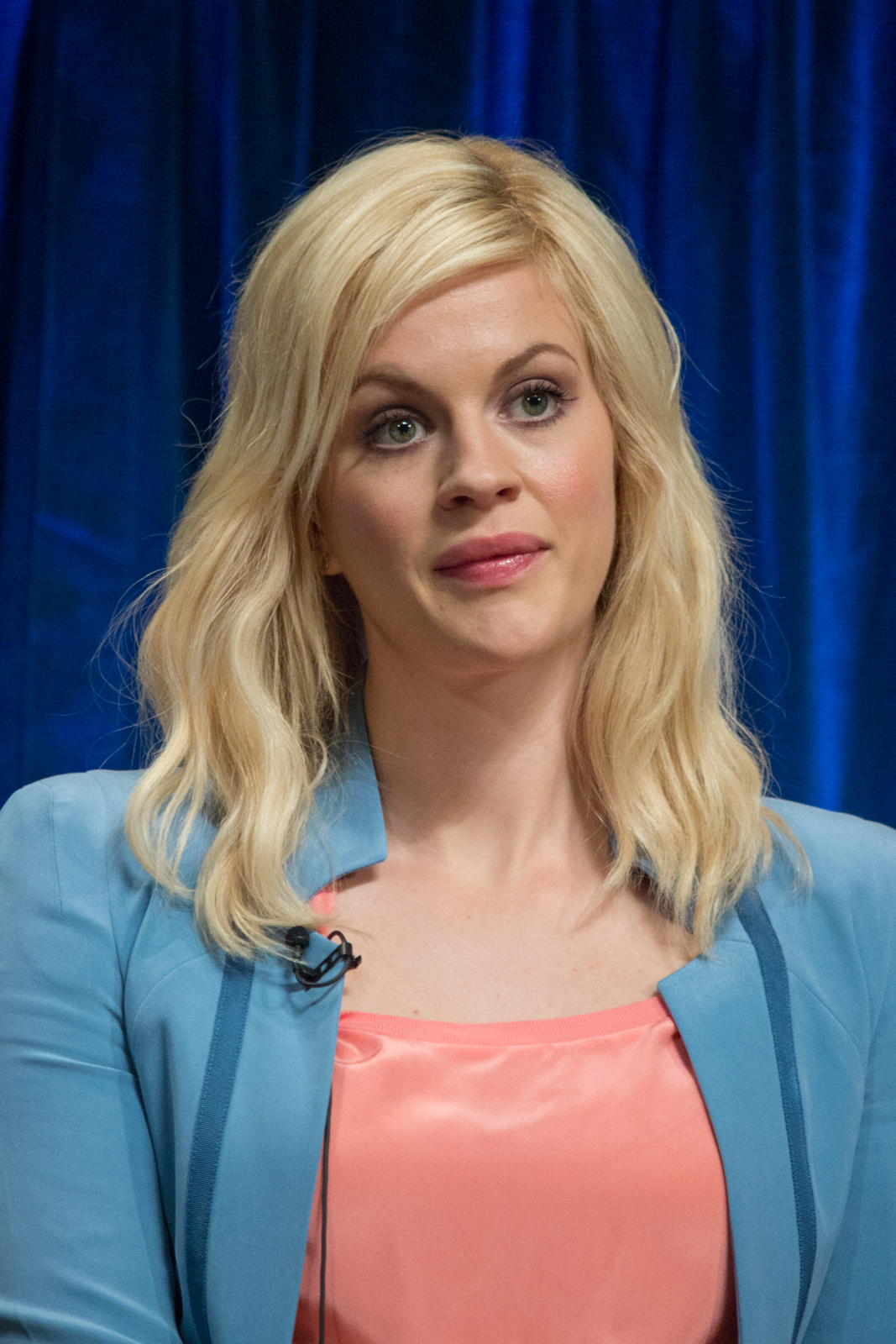
Georgia King
(* 1986)

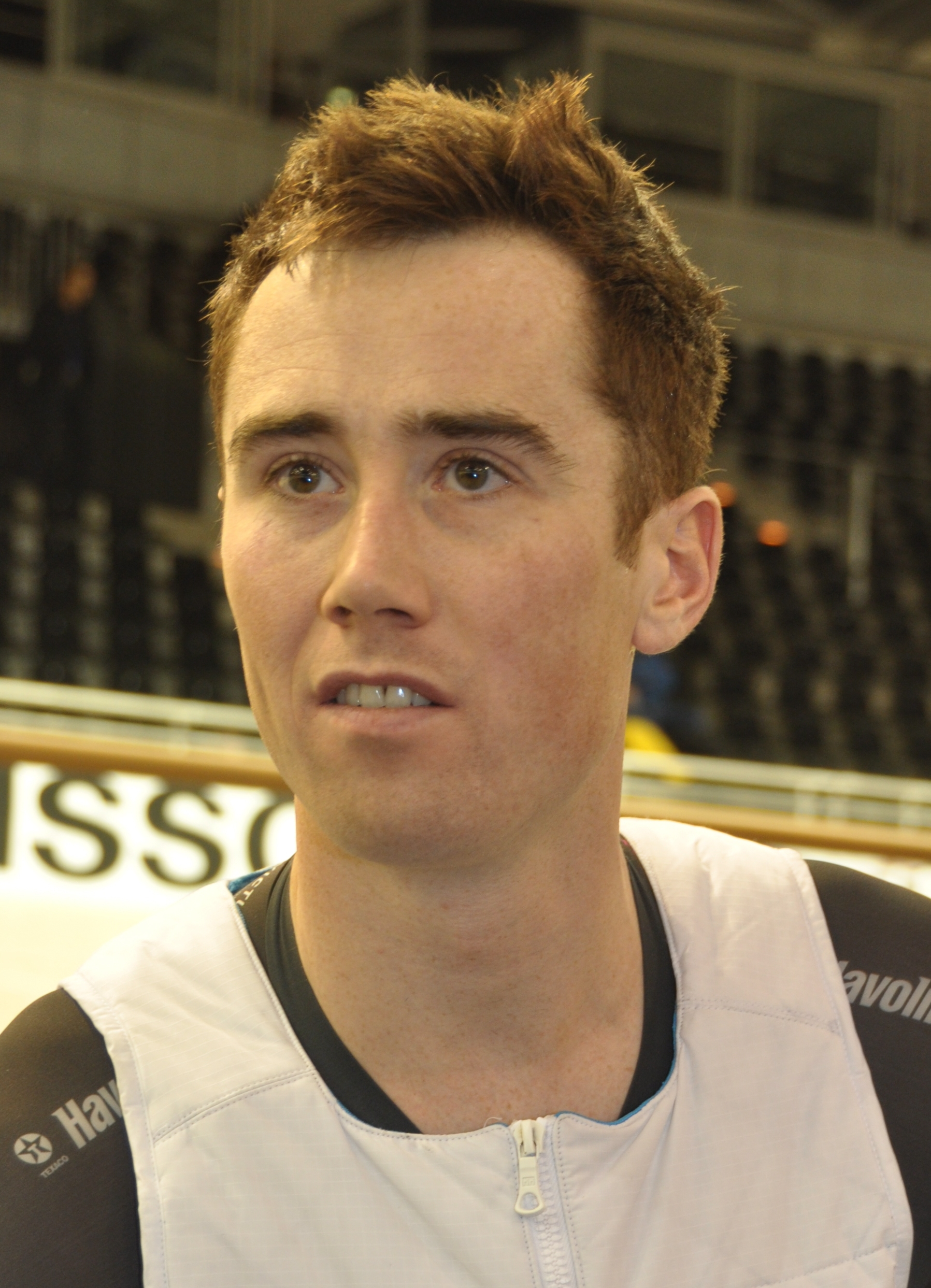
John Archibald
(* 1990)

- Mike Blair (* 1981), Rugby-Union-Spieler
- Robert James Blair (* 1981), Badmintonspieler
- David Elliot (* 1981), Schauspieler
- Scott Hutchison (1981–2018), Musiker
- Paul Kirby (* 1981), Jazzmusiker
- Calum A. Maciver (* 1981), Altertumswissenschaftler
- Ian Murray (* 1981), Fußballspieler
- Colin Nish (* 1981), Fußballspieler
- Craig Gordon (* 1982), Fußballtorhüter
- Steven MacLean (* 1982), Fußballspieler
- Allan McGregor (* 1982), Fußballtorhüter
- Daniel McMillan (* 1982), Handballspieler und American-Football-Spieler
- Emun Elliott (* 1983), Schauspieler
- Freya Murray (* 1983), Langstreckenläuferin
- Garry O’Connor (* 1983), Fußballspieler
- Derek Riordan (* 1983), Fußballspieler
- Kirsty Balfour (* 1984), Schwimmerin
- Ross Ford (* 1984), Rugby-Union-Spieler
- Liam Fox (* 1984), Fußballspieler und -trainer
- Kevin Thomson (* 1984), Fußballspieler
- Steven Whittaker (* 1984), Fußballspieler
- Christophe Berra (* 1985), Fußballspieler
- Greig Laidlaw (* 1985), Rugby-Union-Spieler
- Harry Leitch (* 1985), Squashspieler
- Darren McGregor (* 1985), Fußballspieler
- Liam Craig (* 1986), Fußballspieler
- Grum (* 1986), Electro-Musiker
- Scott Fraser (* 1986), Orientierungsläufer
- Sophie Hosking (* 1986), Ruderin
- Georgia King (* 1986), Schauspielerin
- Emma Mason (* 1986), Badmintonspielerin
- Jannicke Mikkelsen (* 1986), norwegische Kamerafrau, Filmregisseurin und Astronautin
- Catriona Morison (* 1986), Mezzosopranistin
- Danny Swanson (* 1986), Fußballspieler
- Calum Elliot (* 1987), Fußballspieler
- Hugo Johnstone-Burt (* 1987), australischer Schauspieler
- Jon McLaughlin (* 1987), Fußballtorwart
- Andrew McNeil (* 1987), Fußballspieler
- Ryan Murray (* 1987), Dartspieler
- Eunice Olumide (* 1987), britisch-nigerianisches Model
- Chloe Pirrie (* 1987), Schauspielerin
- Adam Strachan (1987–2022), Fußballspieler
- Lee Wallace (* 1987), Fußballspieler
- Charlotte Wells (* 1987), Filmproduzentin, Drehbuchautorin und Filmregisseurin
- Jillie Cooper (* 1988), Badmintonspielerin
- Ryan Flynn (* 1988), Fußballspieler
- David Gray (* 1988), Fußballspieler
- Darren McCormack (* 1988), Fußballspieler
- Iain Williamson (* 1988), Fußballspieler
- Vicki Chalmers (* 1989), Curlerin
- Graeme Dyce (* 1989), Tennisspieler
- John Archibald (* 1990), Radsportler
- Martin Campbell (* 1990), Badmintonspieler
- Elise Christie (* 1990), Shorttrackerin
- Leigh Griffiths (* 1990), Fußballspieler
- Paul Hanlon (* 1990), Fußballspieler
- Zoe Van der Weel (* 1990), Handballspielerin
- Paul Watson (* 1990), Fußballspieler

#### 1991 bis 2000
- Scott Bain (* 1991), Fußballtorwart
- Alex Gardner (* 1991), Sänger
- Paul van Rietvelde (* 1991), Badmintonspieler
- Josh Taylor (* 1991), Boxer
- Craig Thomson (* 1991), Fußballspieler
- Jonathan Wale (* 1991), Radsportler
- Darren Beveridge (* 1992), Dartspieler
- Leigh Kasperek (* 1992), Cricketspielerin
- Scott Robinson (* 1992), Fußballspieler
- Jordon Forster (* 1993), Fußballspieler
- Jason Holt (* 1993), Fußballspieler
- Douglas Kempsell (* 1993), Squashspieler
- Marli Siu (* 1993), Schauspielerin
- Jamie Walker (* 1993), Fußballspieler
- Daniel Wallace (* 1993), Schwimmer
- Scott Duncan (* 1994), Tennisspieler
- Claire Emslie (* 1994), Fußballspielerin
- Danny Handling (* 1994), Fußballspieler
- Alex Harris (* 1994), Fußballspieler

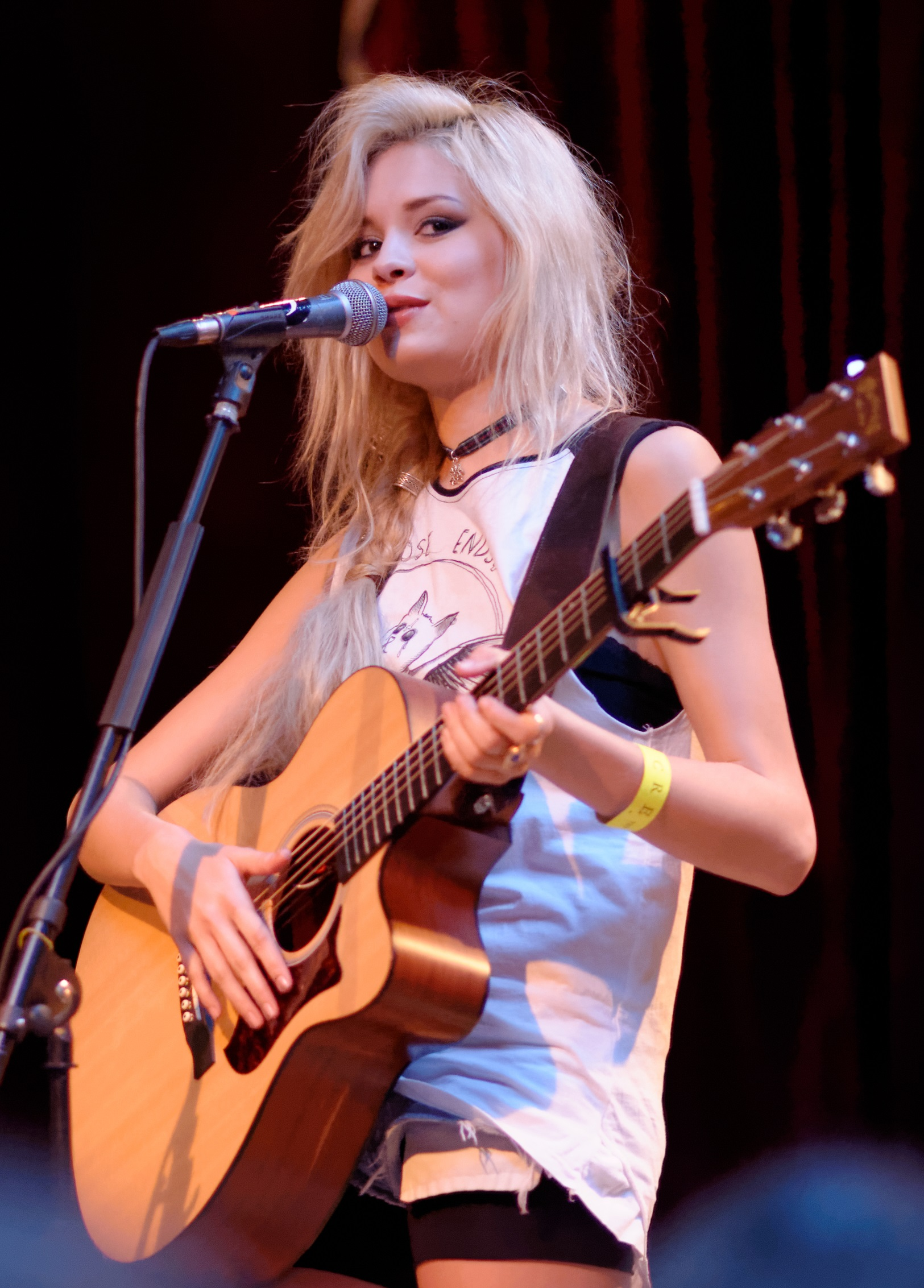
Nina Nesbitt
(* 1994)

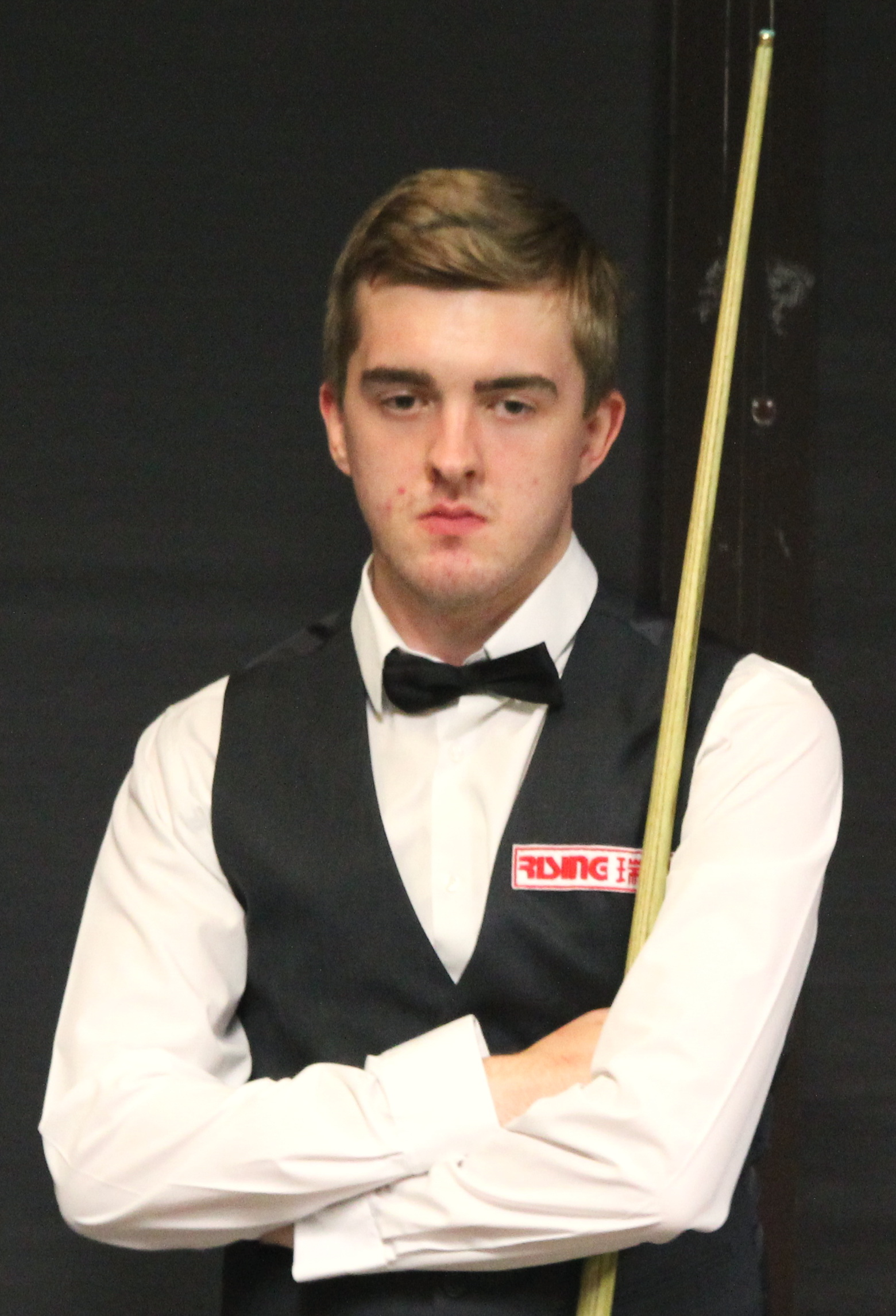
Ross Muir
(* 1995)

- Callum Kerr (* 1994), Schauspieler, Model und Musiker
- Sam MacLeod (* 1994), Automobilrennfahrer
- Bruce Mouat (* 1994), Curler
- Nina Nesbitt (* 1994), Singer-Songwriterin
- Jason Cummings (* 1995), Fußballspieler
- Thomas Doherty (* 1995), Schauspieler
- Coll Donaldson (* 1995), Fußballspieler
- Harry Leask (* 1995), Ruderer
- Ross Muir (* 1995), Snookerspieler
- Sam Nicholson (* 1995), Fußballspieler
- Angus Beith (* 1996), Fußballspieler
- Callum Crane (* 1996), Fußballspieler
- Grace Reid (* 1996), Wasserspringerin
- Mark Watt (* 1996), Cricketspieler
- Bow Anderson (* 1997), Sängerin und Songschreiberin
- Jason Kerr (* 1997), Fußballspieler
- Josh Kerr (* 1997), Leichtathlet
- Blair Kinghorn (* 1997), Rugby-Union-Spieler
- William Bosi (* 1998), Sportkletterer
- Cammy Gill (* 1998), Fußballtorhüter
- Isis Hainsworth (* 1998), Filmschauspielerin
- Sean Mackie (* 1998), Fußballspieler
- Innes Murray (* 1998), Fußballspieler
- Oli Shaw (* 1998), Fußballspieler
- Ben Stirling (* 1998), Fußballspieler
- Daniel Baur (* 1999), Fußballspieler
- Jamie Gullan (* 1999), Fußballspieler
- Josh Campbell (* 2000), Fußballspieler
- Sean Flynn (* 2000), Radrennfahrer
- Declan Glass (* 2000), Fußballspieler
- Euan Henderson (* 2000), Fußballspieler
- Ewan Henderson (* 2000), Fußballspieler
- Andy Irving (* 2000), Fußballspieler
- Johannes Neubauer (* 2000), deutscher Ruderer

### 21. Jahrhundert
- Georgia Adderley (* 2001), Squashspielerin
- Jacob Fearnley (* 2001), Tennisspieler
- Lewis McCann (* 2001), Fußballspieler
- Ryan Shanley (* 2001), Fußballspieler
- Josh Doig (* 2002), Fußballspieler
- Cammy Logan (* 2002), Fußballspieler
- Lewis MacDougall (* 2002), Kinderdarsteller
- Scott McGill (* 2002), Fußballspieler
- Archie Meekison (* 2002), Fußballspieler

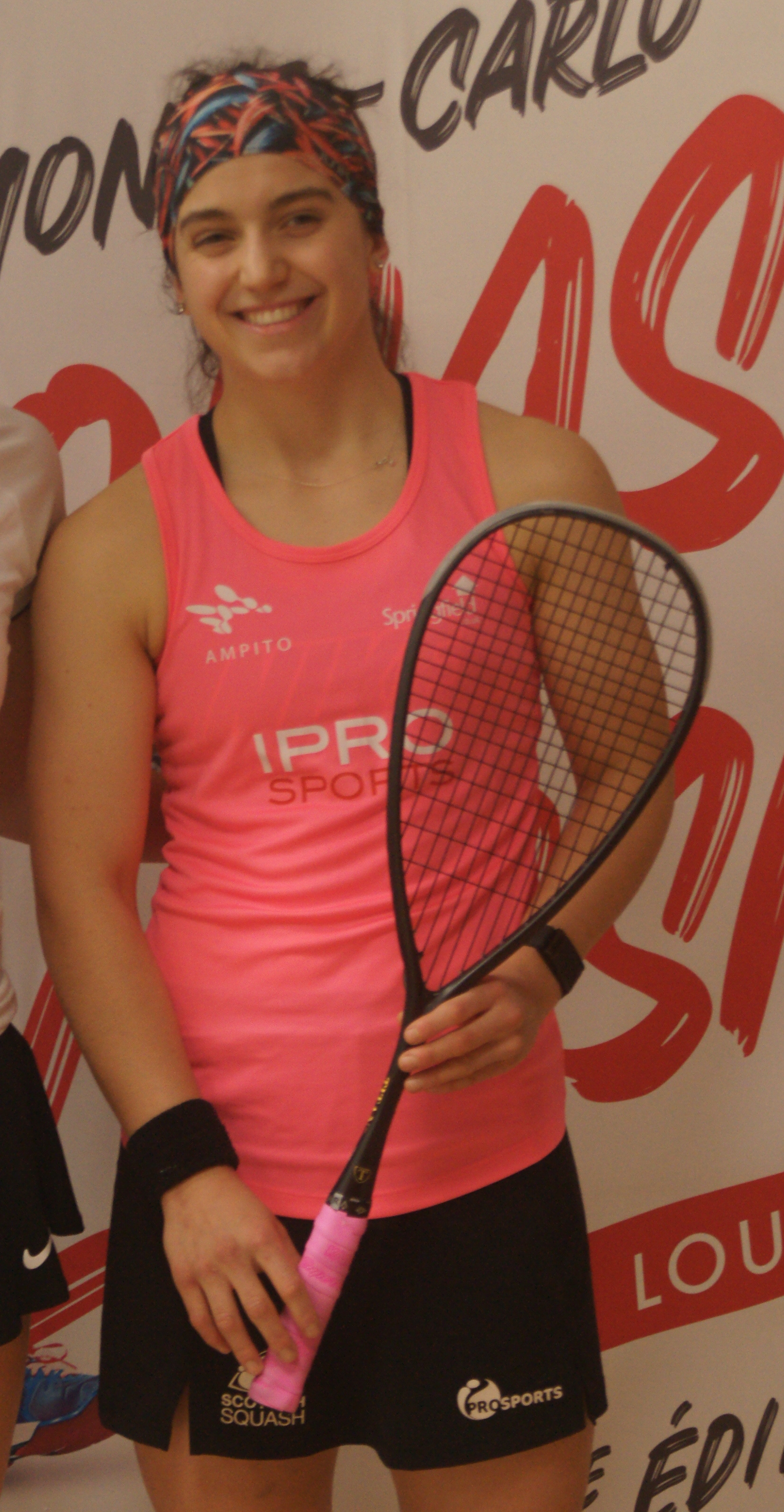
Georgia Adderley
(* 2001)

- Kieran Ngwenya (* 2002), malawischer Fußballspieler
- Jordan Northcott (* 2002), Fußballspieler
- Callum Thornley (* 2003), Radrennfahrer
- Josh O’Connor (* 2004), Fußballspieler
- Finlay Pollock (* 2004), Fußballspieler
- Macaulay Tait (* 2005), Fußballspieler
- Reuben McAllister (* 2006), Fußballspieler
- Rudi Molotnikov (* 2006), Fußballspieler
- Rory Whittaker (* 2007), Fußballspieler
- James Wilson (* 2007), Fußballspieler

## Berühmte Einwohner von Edinburgh

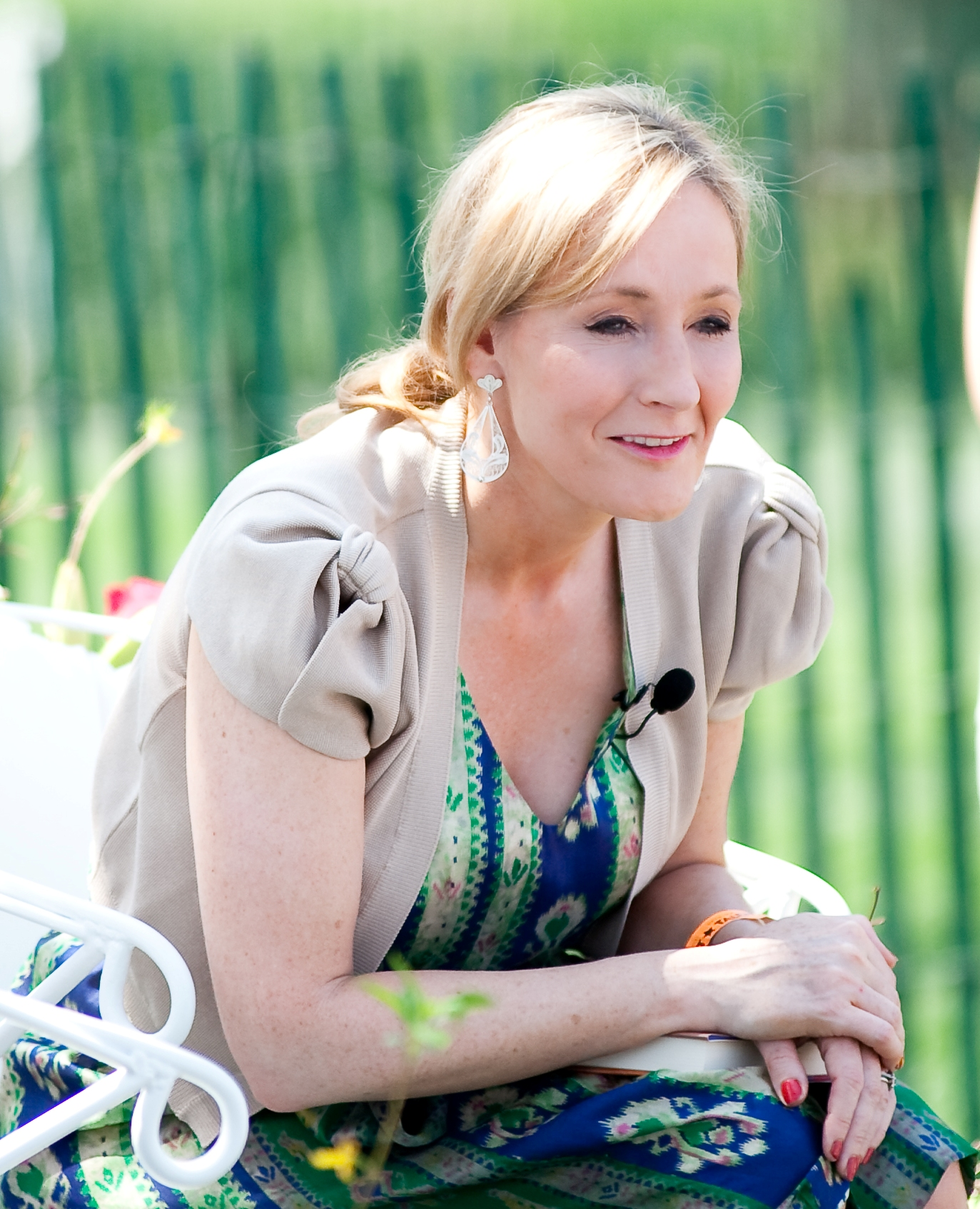
Joanne K. Rowling
(* 1965)

- Alexander Buchan (1829–1907), Vater der Meteorologie
- Robert Haldane (1764–1842), Offizier und Laienprediger
- John Knox (≈1514–1572), schottischer Reformator
- Ian Rankin (* 1960), Schriftsteller; seine Inspektor-Rebus-Krimis sind ebenfalls hier angesiedelt
- Frank Ross (* 1959), Lord Provost und Lord Lieutenant von Edinburgh von 2017 bis 2022
- Joanne K. Rowling (* 1965), Schriftstellerin; schrieb weite Teile der Harry-Potter-Reihe in einem Café in Edinburgh
- Sir James Young Simpson (1811–1870), Mediziner und Mitbegründer der Anästhesie
- Robert William Thomson (1822–1873), Ingenieur und Erfinder

Zu den Protagonisten der Aufklärung, speziell der schottischen Aufklärung (“Scottish Enlightenment”) zählt neben dem in Edinburgh geborenen David Hume auch Adam Smith, Moralphilosoph und Pionier der politischen Ökonomie. Er hatte in Glasgow studiert und war an den Universitäten dort und in Edinburgh tätig.